# Srbsko
Srbsko (srbsky Србија, Srbija), plným názvem Srbská republika (srbsky Република Србија, Republika Srbija), je vnitrozemský stát ve střední a jihovýchodní Evropě. Leží na rozhraní Panonské nížiny a Balkánu, sousedí na severu s Maďarskem, na východě s Rumunskem a Bulharskem, na jihu se Severní Makedonií, na jihozápadě s Černou Horou a dále s Kosovem, na západě pak s Bosnou a Hercegovinou a Chorvatskem. Reliéf tvoří úrodné roviny na severu, vápencové pahorkatiny a pánve na východě a hory na jihovýchodě, podnebí lze jej klasifikovat jako teplé vlhké kontinentální nebo vlhké subtropické. Na ploše asi 77 000 km² žije 6,6 milionů obyvatel. Hlavním a největším městem je Bělehrad, mezi další významná města patří Novi Sad, Niš a Kragujevac. Přes čtyři pětiny obyvatel jsou Srbové, největšími etnickými menšinami jsou Maďaři a Bosňáci. Úředním jazykem je srbština, 81 % obyvatel vyznává pravoslaví.
Území dnešního Srbska, nepřetržitě osídlené od paleolitu, zažilo v 6. století stěhování Slovanů, v raném středověku zde vzniklo několik regionálních států, které byly střídavě podřízeny Byzantské říši, Franské říši a Uherskému království. Srbské království získalo uznání Svatého stolce a Konstantinopole v roce 1217 a svého územního vrcholu dosáhlo v roce 1346 jako Srbská říše. Do poloviny 16. století Osmanská říše obsadila celé území dnešního Srbska; osmanskou vládu občas přerušila Habsburská říše, která se od konce 17. století začala rozšiřovat směrem do středního Srbska a zároveň si udržela oporu ve Vojvodině. Na počátku 19. století byl srbskou revolucí založen národní stát jako první konstituční monarchie v regionu, která následně zvětšila své území.
Po ztrátách v první světové válce a následném sjednocení bývalé habsburské koruny Vojvodiny se Srbskem země spoluzaložila s dalšími jihoslovanskými národy Jugoslávii, která v různých politických formacích existovala až do jugoslávských válek v 90. letech 20. století. Během rozpadu Jugoslávie vytvořilo Srbsko unii s Černou Horou, která byla v roce 2006 mírově rozpuštěna, čímž byla poprvé od roku 1918 obnovena nezávislost Srbska jako suverénního státu. V roce 2008 představitelé Kosovského shromáždění jednostranně vyhlásili nezávislost, což se setkalo se smíšenými reakcemi mezinárodního společenství, zatímco Srbsko si Kosovo nadále nárokuje jako součást svého suverénního území.
Srbsko je unitární parlamentní republikou s prezidentem jako ceremoniální hlavou státu, zákonodárným orgánem je jednokomorové národní shromáždění. Je ekonomikou s vyšším středním příjmem. V žebříčku indexu lidského rozvoje se umístilo na 64. místě. Země poskytuje svým občanům všeobecnou zdravotní péči a bezplatné základní a střední vzdělání. Je členem Organizace spojených národů, Rady Evropy, Organizace pro bezpečnost a spolupráci v Evropě, Partnerství pro mír, Organizace černomořské ekonomické spolupráce, CEFTA, Asijské infrastrukturní investiční banky a přistupuje k Světové obchodní organizaci. Od roku 2014 země vyjednává o přistoupení k Evropské unii (EU) s cílem vstoupit do EU do roku 2030. Srbsko formálně dodržuje politiku vojenské neutrality.

## Dějiny

### Pravěk a starověk

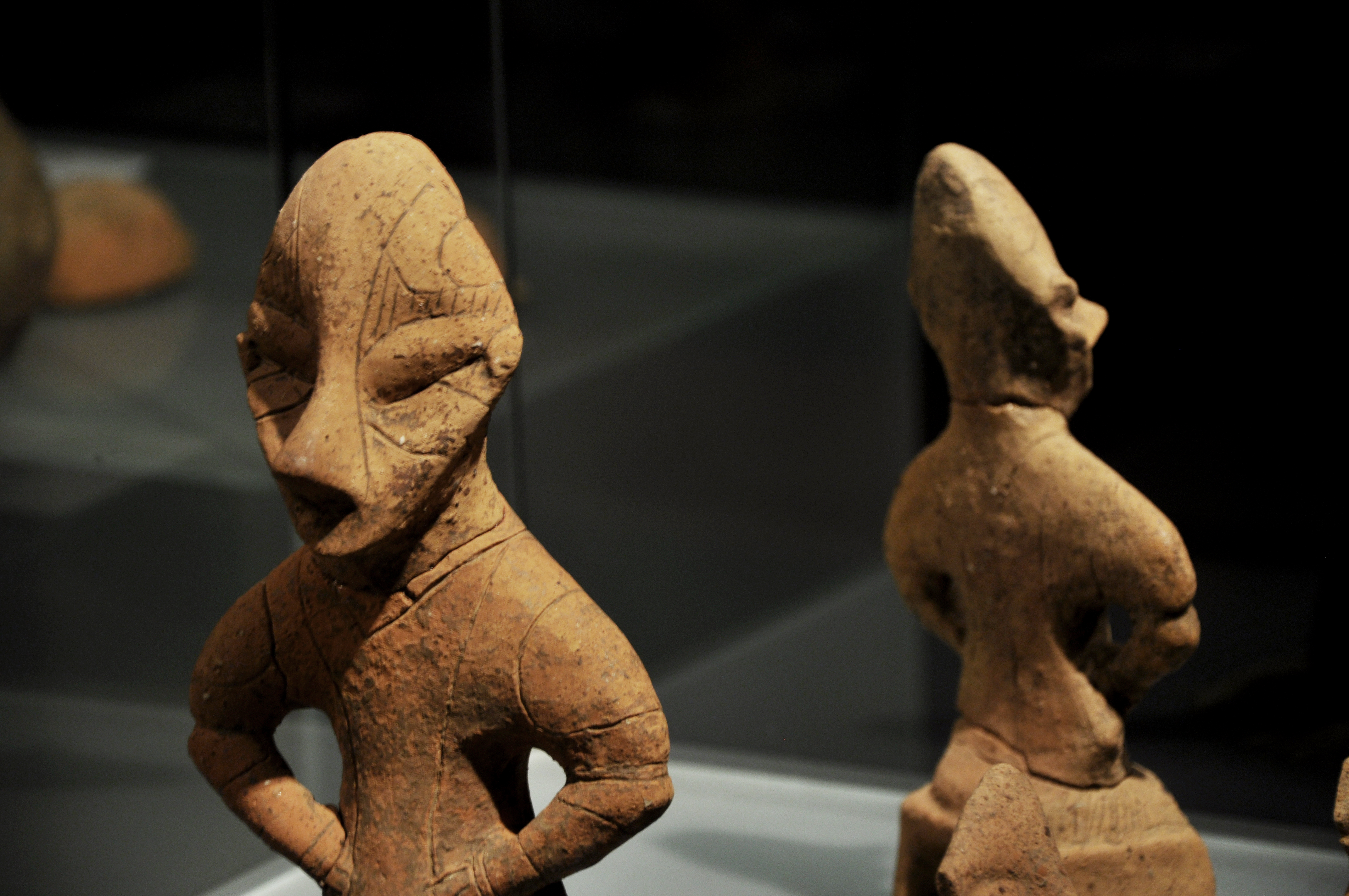
Soška kultury Vinča

Archeologické důkazy o paleolitických sídlech na území dnešního Srbska jsou vzácné. Fragment lidské čelisti byl nalezen v Sićevské soutěsce a předpokládá se, že je starý 525 000–397 000 let. Přibližně 6 500 let před naším letopočtem, v období neolitu, existovaly v oblasti současného Bělehradu Starčevská kultura a kultura Vinča. S ní spojené znaky Vinča (viz též tabulky z Tărtărie) někteří považují za ranou formu písma. K nejvýznamnějším archeologickým nalezištím patří Lepenski Vira Rudna Glava.

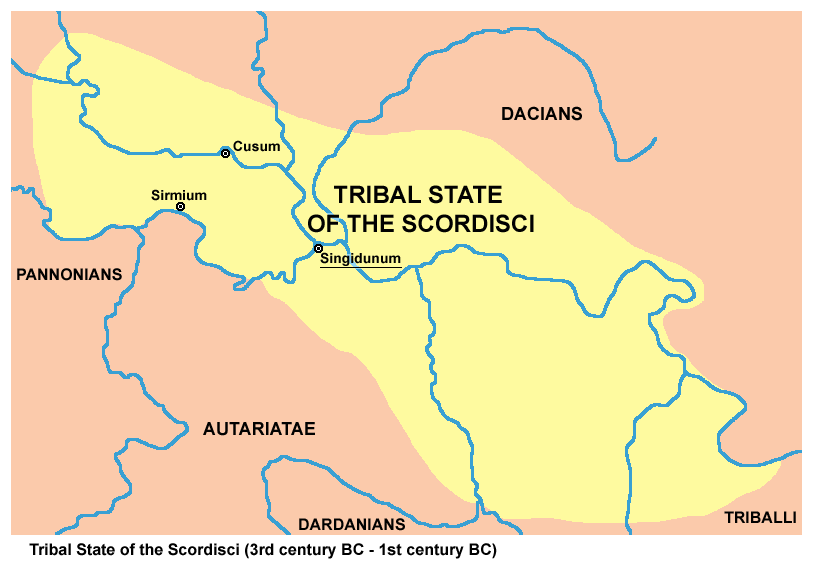
Stát Skordisků

Během doby železné, od 5. do 2. století př. n. l., se s místními kmeny – Tribally, Dardany a Autariaty – setkali staří Řekové během své expanze do regionu. Keltský kmen Skordisků (někteří je ale označují i za Ilyry či Thráky) se usadil v celé oblasti ve 3. století př. n. l. Vytvořil kmenový svaz a vybudoval několik opevnění, včetně hlavního města Singidunum (dnešní Bělehrad) a Naissosu (dnešní Niš).

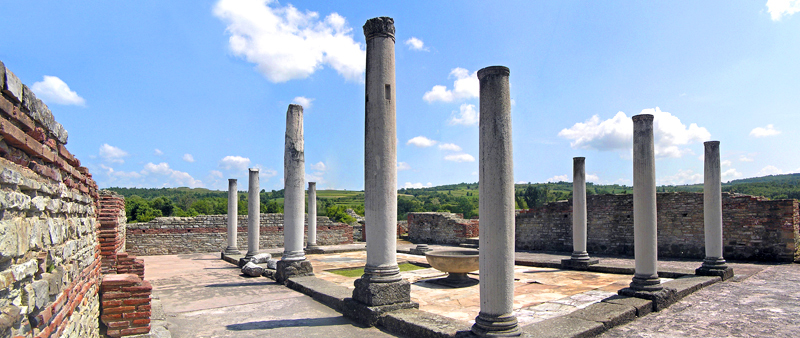
Gamzigrad

Římané dobyli většinu území ve 2. století př. n. l. a Skordiskové se nakonec romanizovali. Římané na srbském území vytvořili provincie Illyricum, Dalmácie, Panonie, Dácie, Moesie, později Horní Moesie a Dolní Panonie. Největší římská města byla Singidunum (Bělehrad), Viminacium (nyní Kostolac), Remesiana (Bela Palanka), Naissos (Niš) a Sirmium (Sremska Mitrovica). Po vzniku tetrarchie, roku 294, bylo Sirmium prohlášeno za jedno ze čtyř hlavních měst Římské říše. Podle některých badatelů mělo v té době až 100 000 obyvatel. O míře integrace oblasti do římské civilizace svědčí i to, že sedmnáct římských císařů se narodilo na území současného Srbska, což je druhý nejvyšší počet po Itálii. Nejslavnějším z nich byl Konstantin Veliký, první křesťanský císař, který se narodil v Niši. K nejvýznamnějším architektonickým upomínkám na římskou éru patří Gamzigrad (Felix Romuliana), jejž nechal vystavět císař-tetrarcha Galerius, který vládl části Římské říše mezi roky 297 a 311. Od roku 2007 je tato památka zapsána na seznamu světového kulturního dědictví UNESCO.
Když byla Římská říše v roce 395 rozdělena, většina Srbska spadla pod Východořímskou říši (posléze nazývanou Byzantská). Původní romanizované obyvatelstvo postupně vymizelo, respektive bylo asimilováno přicházejícími Slovany.

### Středověk

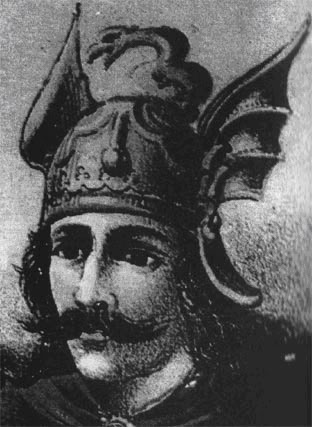
Časlav

Formování Srbska bylo v rámci Balkánu jedním z nejkomplikovanějších procesů středověku. Střídavý tlak sousední Byzance, Bulharska, Uher a později Osmanské říše se podepsal na politickém, ekonomickém i historickém vývoji srbské země. Ovlivněno bylo i náboženské myšlení a tím i kultura, která byla v rámci Srbska velice různorodá.
Během 6. století do oblasti přišli Slované (Srbové), pravděpodobně z oblasti zvané Bílé Srbsko (či Boika), jež se patrně nacházelo v oblasti dnešní německé Lužice (usuzuje se, že Lužičtí Srbové by mohli být zbytkem původně mnohem většího slovanského osídlení Lužice). V 8. století vzniklo první knížectví pod vládou dynastie Vlastimirovićů. K nejvýznamnějším vlastimirovičským knížatům patřil Časlav Klonimirović. Stát existoval do roku 969. Následovala další knížectví – katepanát Raška (971–976), stát Duklja (osamostatnil se 1040 za vlády Štěpána Vojislava) a konečně roku 1091 vzniklo knížectví Srbská velká župa nazývané též Raška. Tento stát se táhl mezi Jaderským mořem, Neretvou, Sávou, Moravou a Skadarským jezerem a během 11. a 12. století často bojoval se sousední Byzantskou říší.

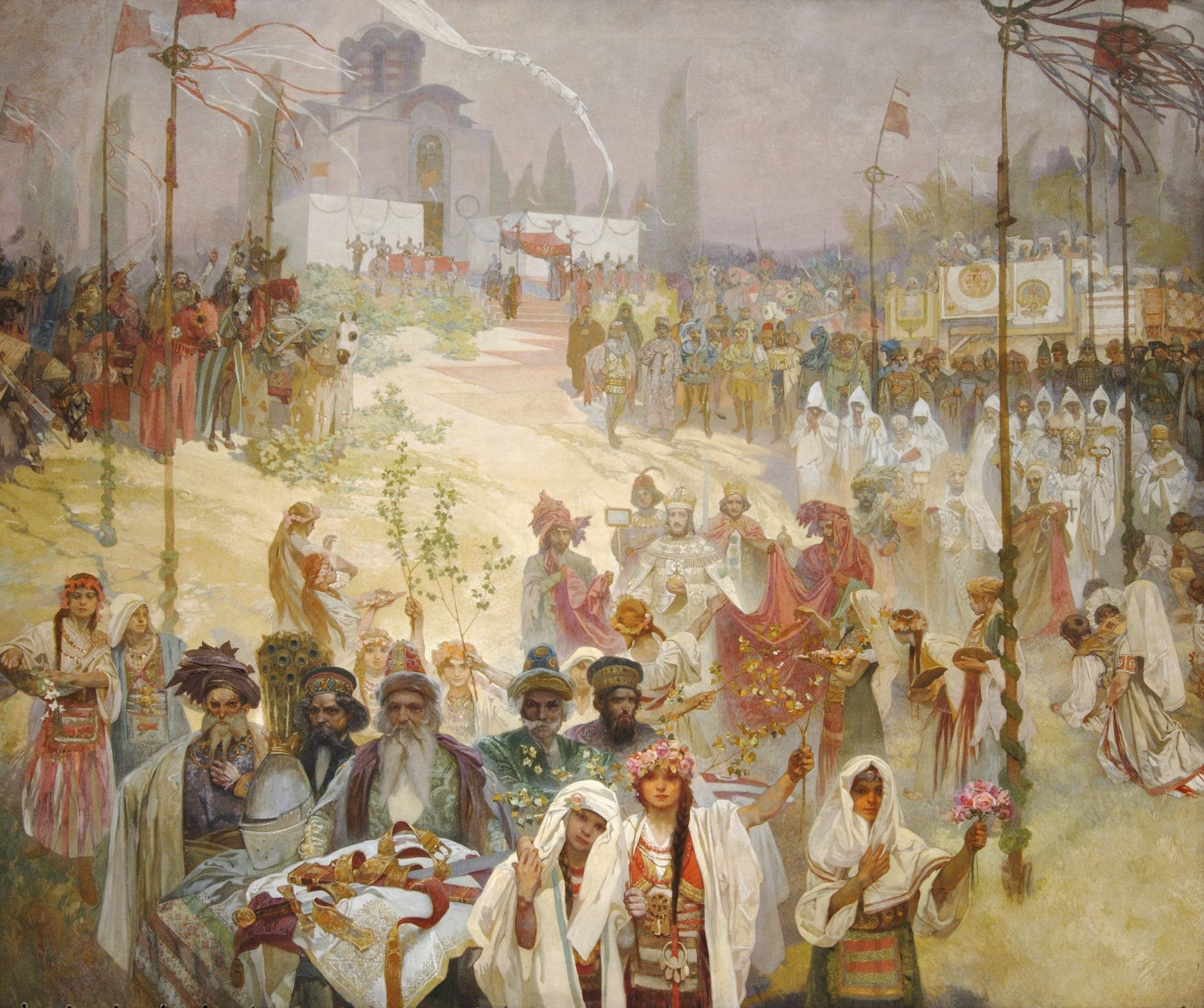
Korunovace Štěpána Dušana, obraz Alfonse Muchy

Největší moci dosáhlo středověké Srbsko za vlády dynastie Nemajnićů, která vládla v letech 1166 až 1371, poté, co se v župě ujal vlády Štěpán Nemanja. Roku 1217 byl stát povýšen na království. Car Dušan Veliký (1331–1355) připojil k Srbsku většinu západního Balkánu i velkou část Řecka a byl považován vedle Karla IV. za nejmocnějšího vladaře tehdejší Evropy. V letech 1346–1371 byl Dušanův stát kvůli tomu nazýván Srbská říše.
Jako v celé oblasti vlivu Východořímské říše se po církevním schizmatu prosadilo pravoslavné křesťanství, christianizace zvítězila zhruba v polovině 9. století. Srbská pravoslavná církev byla organizována jako autokefální arcibiskupství v roce 1219, zejména díky úsilí Sávy, patrona země. V roce 1346 byla povýšena na patriarchát.

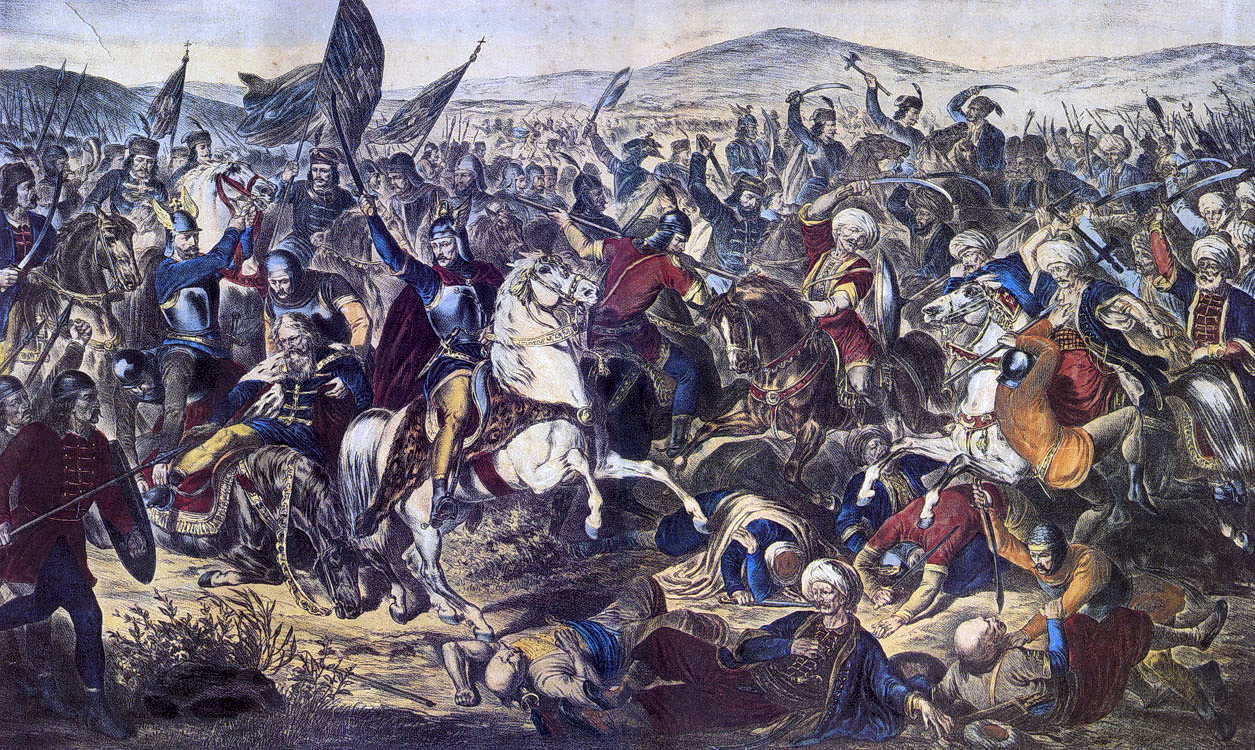
Bitva na Kosově poli

Ve 14. století se stát dostal do krize a rozpadl se na několik knížectví (např. Moravské Srbsko Lazara Hrebeljanoviće). Zlomem v dějinách Srbska byla bitva na Kosově poli v roce 1389, po níž se Srbsko postupně dostávalo pod nadvládu Osmanské říše. Vznikl menší stát zvaný Srbský despotát, roku 1455 však Osmané dobyli jeho hlavní město, roku 1459 pak celé jeho území, takže zcela zanikl. Za turecké nadvlády docházelo v 17. a 18. století ke stěhování Srbů z Kosova na sever do Vojvodiny a Krajiny. Obě tato území ovládala Habsburská monarchie.

### Osmanská a habsburská nadvláda

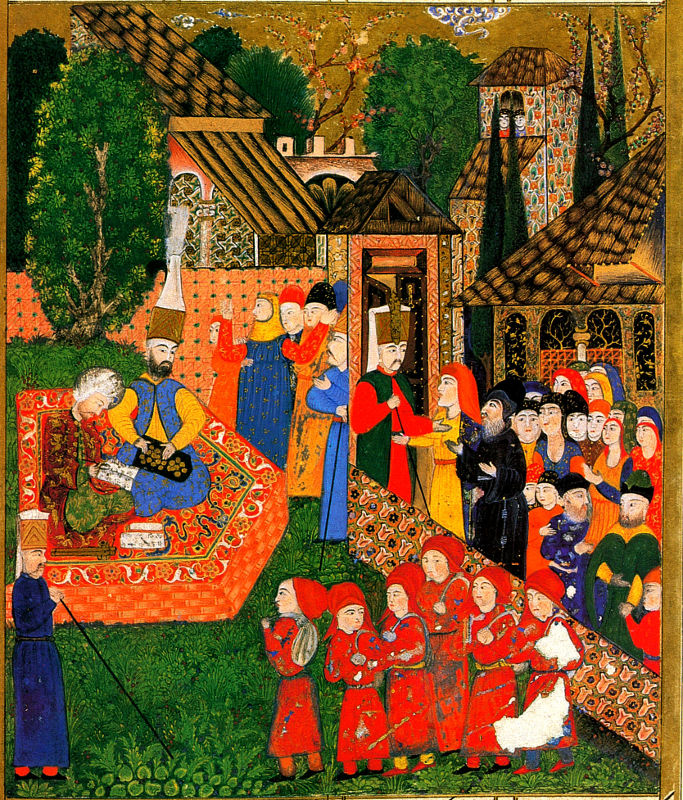
Janičáři odvádějí balkánské chlapce v rámci systému devširme

Na všech srbských územích dobytých Osmany byla místní šlechta odstraněna a rolnictvo podrobeno osmanským správcům. Většina duchovenstva uprchla nebo byla izolována v klášterech. V osmanském systému byli Srbové a křesťané vůbec považováni za podřadnou třídu lidí a podléhali vysokým daním. Část srbské populace zažila též islamizaci. Chlapci z balkánských křesťanských rodin byly násilně konvertováni na islám a cvičeni pro pěchotní jednotky osmanské armády známé jako janičáři. Tento systém byl znám jako devširme.
Srbský patriarchát v Peći byl zrušen v roce 1463, v roce 1557 byl ale obnoven, což umožnilo omezené pokračování srbských kulturních tradic v rámci systému millet (roku 1708 Srbové přesunuli své duchovní centrum na sever do Vojvodiny ovládané Habsburky, do města Sremski Karlovci, Turci pak roku 1766 patriarchát v Peći znovu zrušili).
Po ztrátě státnosti vůči Osmanské říši pokračoval srbský odpor zejména v severních oblastech (moderní Vojvodina), odboj vedli i lidoví vůdci jako Jovan Nenad (1526–1527). Jedním z nejvýznamnějších bylo banátské povstání v letech 1594 a 1595, které bylo součástí dlouhé války (1593–1606) mezi Habsburky a Osmany. Vojvodina byla nakonec Turkům Habsburky vyrvána, částečně Karlovickou smlouvou (1699), plně pak Požarevackou smlouvou (1718). I velká část centrálního Srbska přecházela přechodně z osmanské nadvlády pod habsburskou kontrolu. Nejprve v letech 1686–1691, později znovu v letech 1718–1739 a 1788–1792.

### Nezávislost

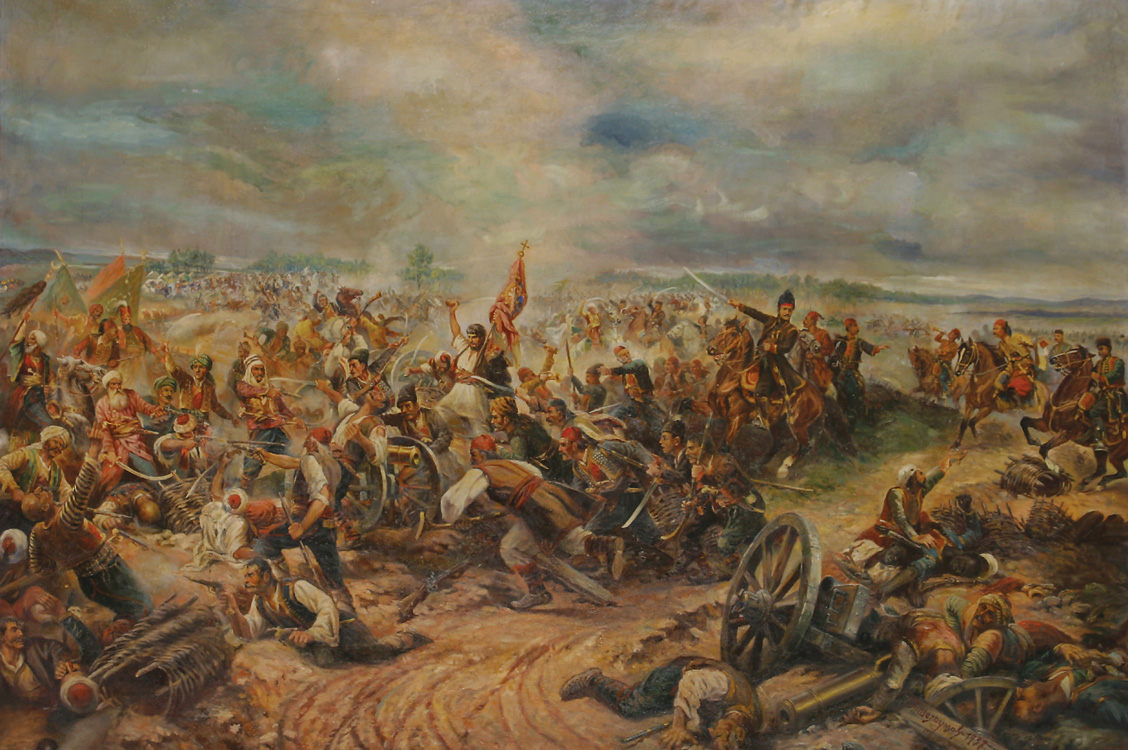
Bitva u Mišaru roku 1806 během srbského povstání proti Turkům

Faktickou nezávislost získalo Srbsko roku 1805 za povstání, které vedl Karađorđe Petrović. Turkům se sice podařilo nakrátko obnovit kontrolu nad celým územím, ale po dalším povstání Srbů pod vedením Miloše Obrenoviće roku 1814 byla Osmanská říše nucena uznat autonomní postavení Srbska. Vzniklo tak Srbské knížectví. Svrchovanost Turecka byla po roce 1830 již čistě formální (Turci měli právo udržovat na srbském území šest opevněných měst a dvě pevnosti, sultán formálně potvrzoval srbského knížete a na hradbách měl vedle srbského vlát také turecký prapor). První srbská ústava, tzv. Sretenjská ústava, byla přijata 15. února 1835 (v den třicátého výročí povstání), šlo o jednu z prvních demokratických ústav v Evropě. 15. únor je dnes v Srbsku slaven jako Den státnosti.

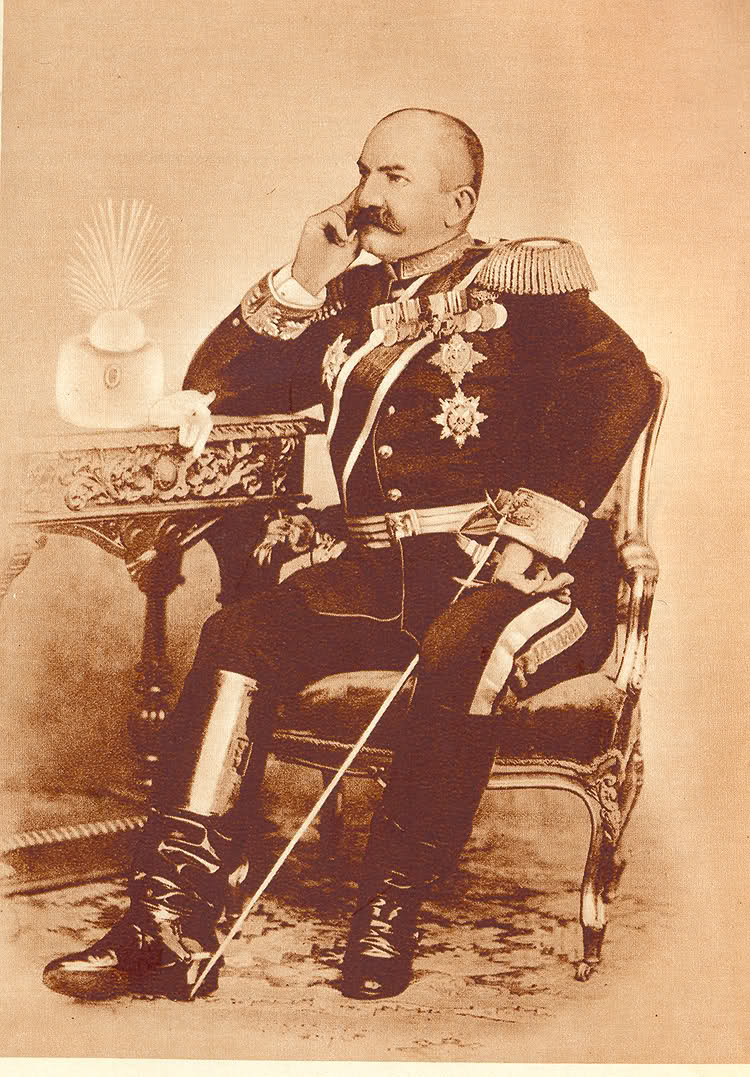
Milan Obrenović, první novodobý srbský král

Po střetech mezi osmanskou armádou a Srby v Bělehradě v roce 1862 a pod tlakem velmocí opustili v roce 1867 poslední turečtí vojáci knížectví. V roce 1876 vyhlásilo Srbsko Osmanské říši válku a postavilo se na stranu probíhajících křesťanských povstání v Bosně a Hercegovině a v Bulharsku. De iure ovšem získalo Srbsko samostatnost až po rusko-turecké válce v roce 1878, přesněji na Berlínském kongresu 1878, kde rovněž podstatně rozšířilo své území směrem na jih. Berlínská smlouva však také zakazovala Srbsku sjednotit oblasti obývané Srby a Bosnu a Hercegovinu i Rašku umístila pod rakousko-uherskou správu.
V průběhu 19. století došlo několikrát k dynastickým převratům, kdy se na trůně střídaly dynastie Karađorđevićů a Obrenovićů. Kníže Milan Obrenović nechal Srbsko roku 1882 prohlásit královstvím a stal se prvním novodobým srbským králem.

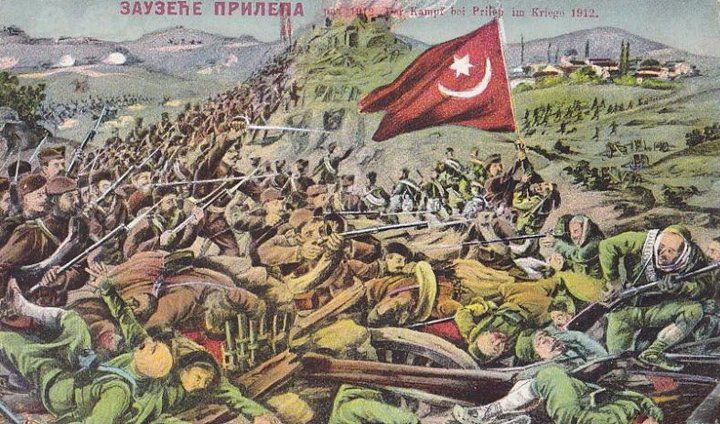
Balkánská válka na pohlednici

Od počátku 20. století usilovaly všechny balkánské státy o definitivní vypuzení Turků z Balkánu. Tohoto cíle bylo dosaženo v první balkánské válce (1912–1913), ve které Srbové bojovali ve spojenectví s Černou Horou, Bulharskem a Řeckem. Srbská 1. armáda pod vedením prince Alexandra zvítězila nad tureckou armádou v bitvě u Kumanova, po níž Osmanská říše kapitulovala. Srbsko připojilo Novpazarský sandžak, většinu Kosova a Makedonie. Spory o získané území mezi spojenci vedly zakrátko k vypuknutí druhé balkánské války, v níž Srbové zvítězili nad Bulharskem a svůj zábor ještě rozšířili. V balkánských válkách, tedy během pouhých dvou let, Srbsko zvětšilo své území i počet obyvatel o 50 %, byť za cenu 36 tisíc padlých. Tento rychlý růst regionální mocnosti na svých hranicích zneklidnil Rakousko-Uhersko, které se obávalo, že Srbsko bude chtít získat všechna území obývaná etnickými Srby, tedy i ta pod rakouskou kontrolou. Napětí z toho vzniklé mělo brzy fatální následky a přepsalo mapu Evropy.

### První světová válka

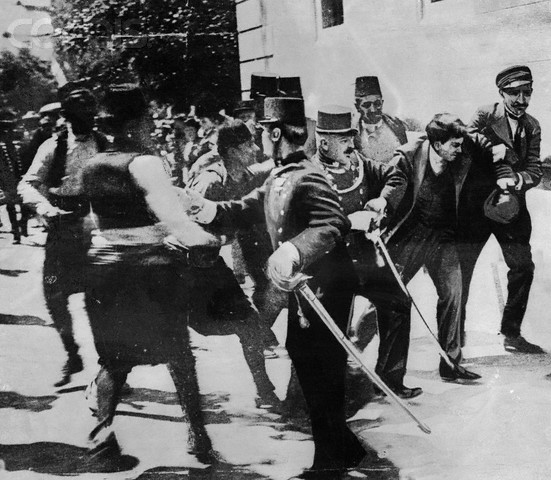
Zadržení atentátníka Gavrilo Principa v Sarajevu

Dne 28. června 1914 mladí srbští nacionalisté z Bosny spáchali atentát na rakouského nástupce trůnu Ferdinanda d'Este. Pro Rakušany to byla příležitost, jak na Srbsko zatlačit a strategicky ho oslabit. Vyvolali ostrou kampaň proti Srbsku i proti Srbům žijícím na území monarchie. Srbští politici si konflikt nepřáli, a proto atentát ostře odsoudili. Rakušané však stupňovali požadavky a kladli ultimáta, až nakonec dotlačili Srbsko k válce. V důsledku mnoha souvislostí se tento konflikt stal rozbuškou první světové války, do té doby nejničivějšího a nejglobálnějšího konfliktu lidských dějin.

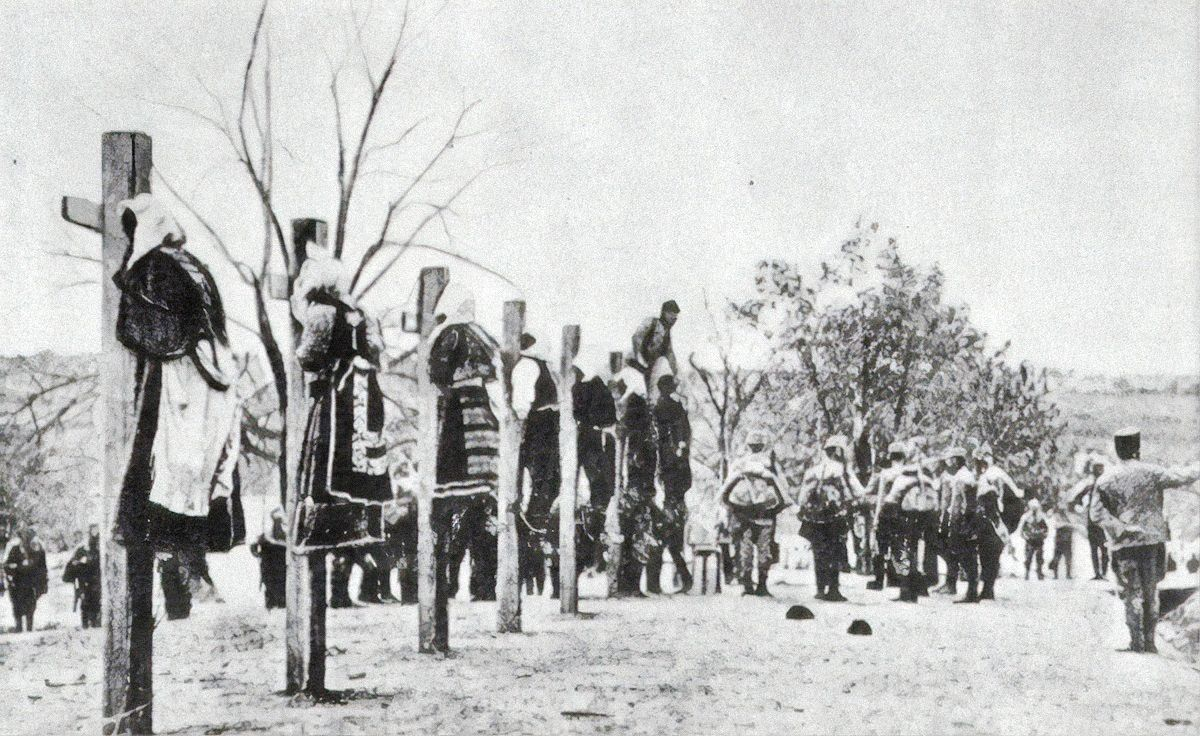
Hromadná poprava srbského obyvatelstva během srbské kampaně první světové války

Válku proti habsburské monarchii vedlo Srbsko na začátku s pomocí černohorských vojáků a zprvu úspěšně – pod velením Radomira Putnika odrazilo první i druhý pokus o invazi do země. V roce 1914 však nastal zlom, ve kterém Rakousko-Uhersko 6. listopadu zaútočilo na celé frontě a srbská armáda se prakticky zhroutila. Už 3. prosince však armáda pod vedením generála Živojina Mišiće vyrazila do protiofenzivy. Rakousko-uherská linie na řece Kolubaře zakolísala a rozpadla se. Tím byl osvobozen Bělehrad, který byl pod nadvládou Habsburků pouze 13 dní. Srbové se tak stali středem obdivu spojenců ze západu i z východu.

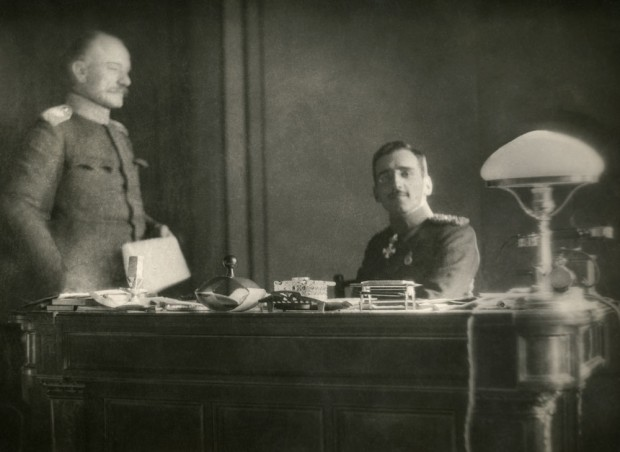
Živojin Mišić u krále Alexandera, rok 1918

Tento úspěch byl však později nahrazen velikou ztrátou. Bulhaři zabrali většinu území Makedonie a Němci s Rakušany plánovali opětovný útok. Do čela armády byl tehdy opět dosazen generál Mišić. Ten na chvíli zatlačil bulharská vojska a pokusil se spojit se spojeneckými expedičními silami, ale to se nepodařilo a Bulhaři Makedonii opět zabrali. Srbsko pak bylo rozděleno na dvě oblasti. Jedna (severní) byla okupována Rakouskem-Uherskem a jižní část byla naopak pod kontrolou Bulharů. Bulharsko se na rozdíl od habsburské říše snažilo připojená území zabrat natrvalo, a tak na okupovaném území začala silná bulharizace, byly ničeny dokumenty a knihy v srbštině a bulharština se stala úředním jazykem na úřadech a ve školách.
Srbská armáda se však v exilu na ostrově Korfu znovu zformovala, za pomoci spojenců se přesunula na Soluňskou frontu a na podzim 1918 uskutečnila úspěšnou ofenzívu, během které osvobodila prakticky celé srbské území. Ihned po válce se začalo utvářet Království Srbů, Chorvatů a Slovinců.
Království Srbsko ztratilo během první světové války okolo 1 250 000 obyvatel, tedy asi 28 % veškeré populace.

### Království Srbů, Chorvatů a Slovinců

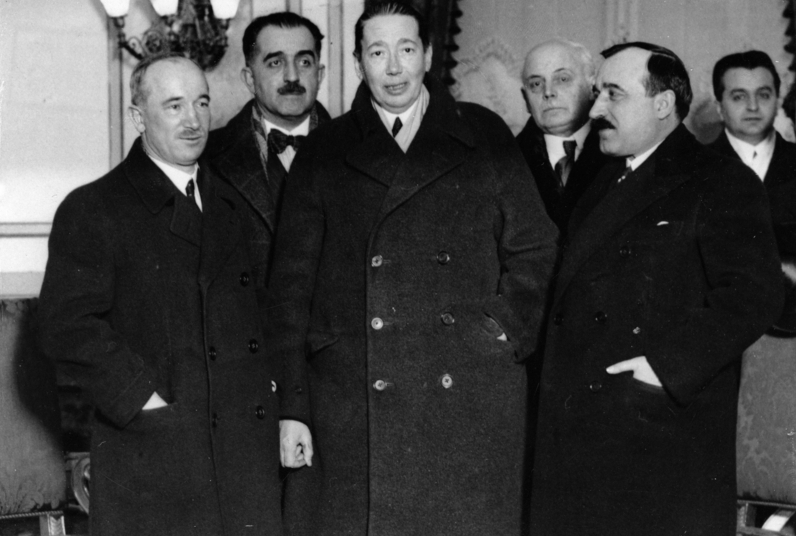
Setkání politiků Malé dohody. Vpravo jugoslávský premiér Bogoljub Jevtič

Mezi světovými válkami bylo Srbsko centrem velkého státu, který zahrnoval skoro polovinu Balkánského poloostrova. Vládla mu nadále srbská královská dynastie Karađorđevićů. Spojení jihoslovanských národů bylo inspirováno sjednocením Itálie nebo Německa a oficiální politikou byla snaha o zformování jednotného jugoslávského národa. Během celého meziválečného období se ale nedařilo příbuzné, avšak historicky velmi odlišně se vyvíjející entity, pro tuto myšlenku plně získat. Konflikty vznikaly v mnohonárodní Bosně, v Makedonii se smíšeným srbsko-bulharským obyvatelstvem, v Kosovu, ale zejména v Chorvatsku, jehož požadavky na autonomii se nedařilo po celých 23 let uspokojivě vyřešit.

Království SHS, přejmenované roku 1929 na Jugoslávii, bylo součástí Malé dohody, namířené hlavně proti Maďarsku (spor o Vojvodinu). Vyostřené vztahy mělo také s Bulharskem (poválečný spor o Makedonii) a částečně s Albánií. 
Jugoslávie byla zasažena i světovou hospodářskou krizí, byť její dopady nebyly vzhledem k zemědělskému charakteru hospodářství tak dramatické jako v západní Evropě.
Složitou vnitropolitickou situaci s častým střídáním vlád a nestabilních parlamentních koalic se pokusil král Alexandr vyřešit 6. ledna 1929 nastolením královské diktatury. Diktatura měla také konečně prosadit ideu jugoslávského národa. Roku 1934 byl však král na státní návštěvě v Marseille spolu s francouzským ministrem zahraničí Barthouem zastřelen. Atentát spáchal makedonský nacionalista Vlado Černozemski ve službách chorvatských ustašovců. Na trůn pak formálně dosedl králův jedenáctiletý syn Petr II.

### Druhá světová válka

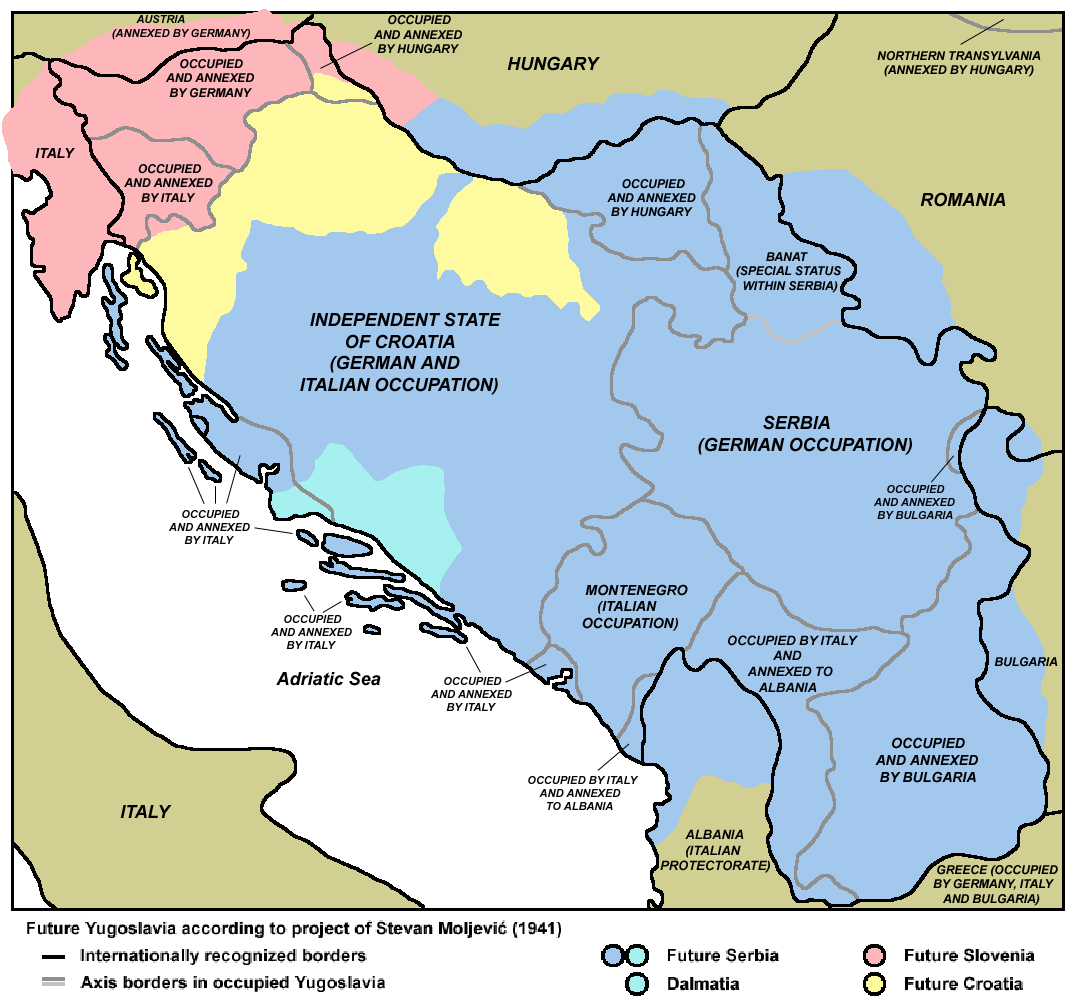
Srbsko (vpravo) okupované Německem, Itálií, Maďarskem, Bulharskem a Chorvatskem

Po vypuknutí války zůstávala Jugoslávie zpočátku neutrální. Regent Pavel však v březnu 1941 pod dojmem rostoucí moci Německa v Evropě vyjednal přistoupení Jugoslávie k Ose Berlín-Řím-Tokio. Proti tomu vypukly v Srbsku bouřlivé protesty, král Petr II. byl 27. března 1941 prohlášen za předčasně plnoletého a smlouvu s Osou okamžitě vypověděl.
Německo a jeho spojenci na to 6. dubna 1941 vtrhli ze všech stran do Jugoslávie. Královská vojska byla během několika dnů poražena, na území Jugoslávie vznikl fašistický Nezávislý stát Chorvatsko a zbytek území byl okupován německými, italskými, maďarskými a bulharskými vojsky.

Chorvatští ustašovci zahájili v roce 1941 na území chorvatského státu brutální genocidu srbského obyvatelstva, při které zavraždili stovky tisíc Srbů – odhady se obvykle pohybují mezi 300–500 tisíci zavražděnými. Ukrutnostmi byl proslulý zejména koncentrační tábor Jasenovac. Dalších asi 300 000 Srbů Chorvati vyhnali do Srbska.

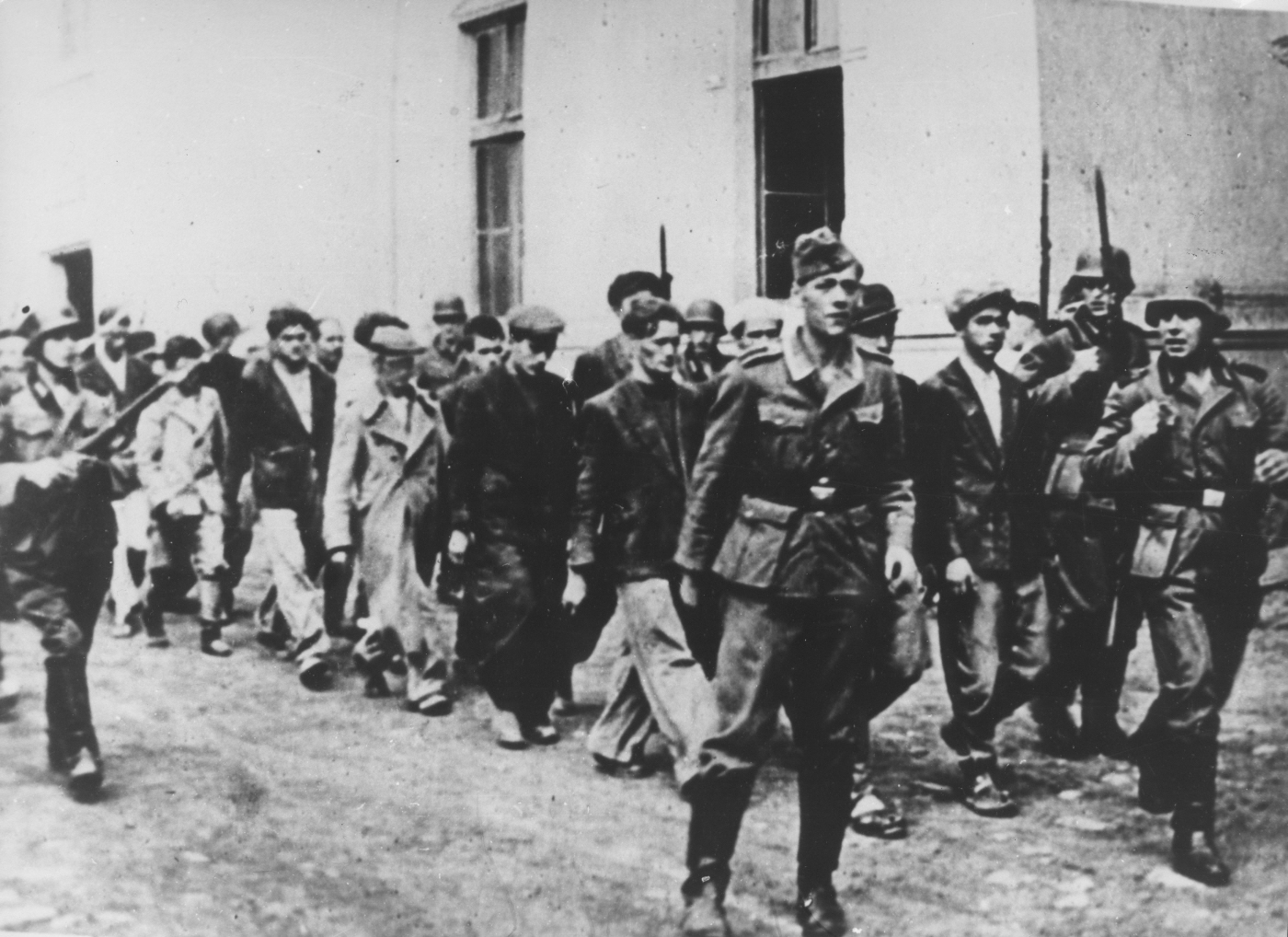
Poprava několika tisíc obyvatel Kragujevace 21. října 1941 jako pomsta za zabití 10 německých vojáků

V okupovaném a okleštěném zbytku Srbska byl ustanoven loutkový režim generála Milana Nediće. Takřka současně vypukl proti okupantům odboj, jejž vedly nezávisle na sobě dvě organizace. Dragoljub Mihailović, jmenovaný později ministrem obrany exilové vlády v Londýně, vedl organizaci zvanou „Jugoslavenska vojska u otađbini“ (Jugoslávské vojsko ve vlasti); po vzoru odbojářů z balkánských válek a 1. světové války se jejím příslušníkům říkalo Četnici. Konkurentem pro ně byl komunistický partyzánský odboj, jehož vůdcem byl Josip Broz Tito. Partyzáni vlastními silami osvobodili velké části území především na rozhraní Srbska a Bosny a jejich síla na úkor četniků neustále rostla. Zatímco Mihajlovićovi vojáci bojovali především proti chorvatským ustašovcům, partyzáni zaměřovali své útoky na německé okupanty a získávali přívržence i mezi nesrbskými národy Jugoslávie. Odboj zvláště zesílil po kapitulaci Itálie na podzim 1943, kdy Německo muselo převzít bývalou italskou okupační zónu a navzdory několika silným ofenzívám se mu již nepodařilo partyzány rozhodujícím způsobem porazit.
Britská vláda, která byla největším podporovatelem četniků, začala postupně vidět v Titovi perspektivnějšího spojence. Roztrpčení četnici začali poté útočit na titovské partyzány, a to i v součinnosti s Němci. Celý mocenský střet dvou odbojových křídel rozhodl postup Rudé armády, která 20. října spolu s partyzánskou armádou NOVJ (Národně osvobozenecká vojska Jugoslávie) osvobodila hlavní město Bělehrad. Mihajlović byl popraven, většina ostatních četniků byla ale Titem amnestována.

### Poválečná Jugoslávie

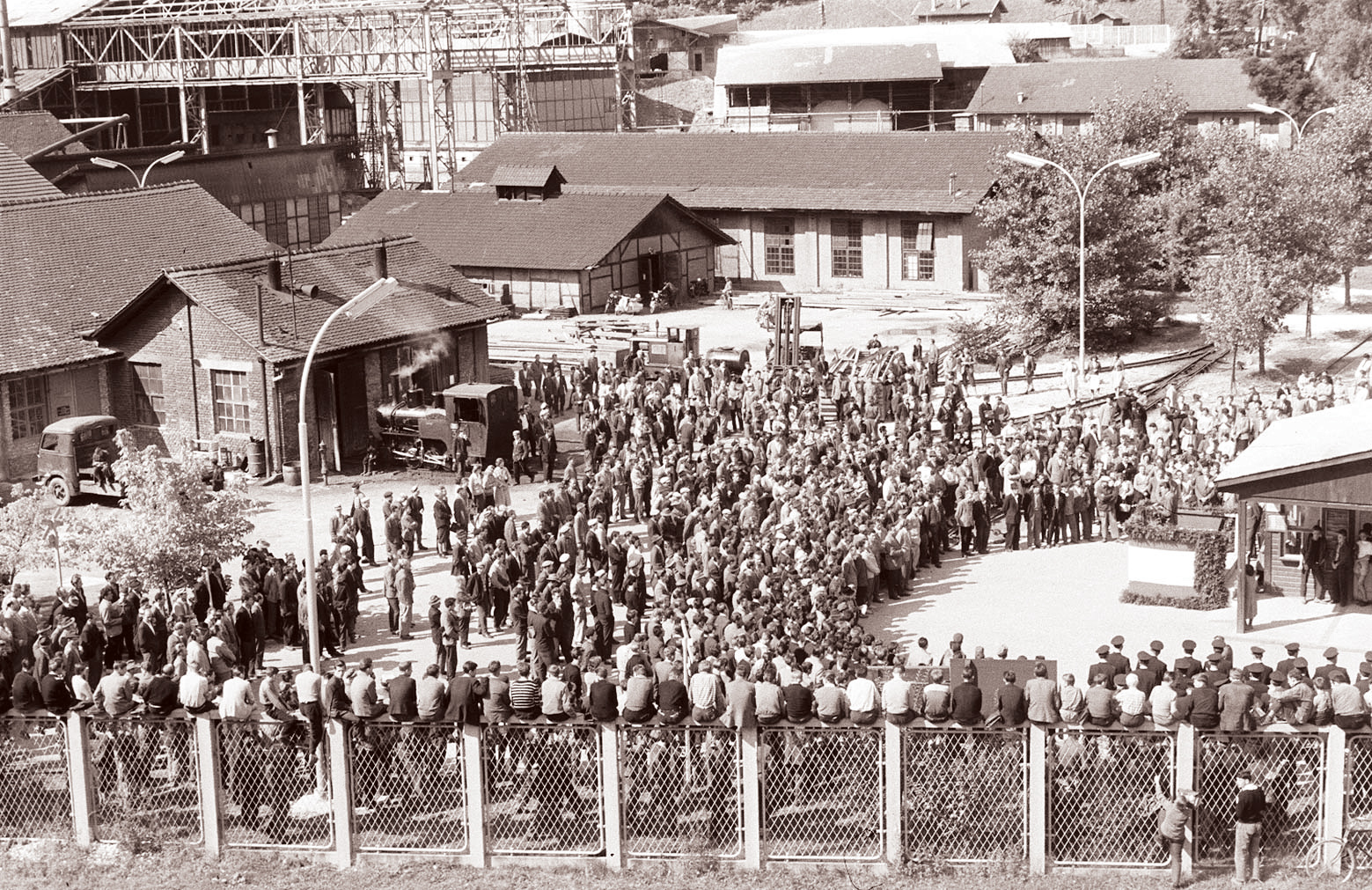
Dělnická samospráva železáren se radí (1960)

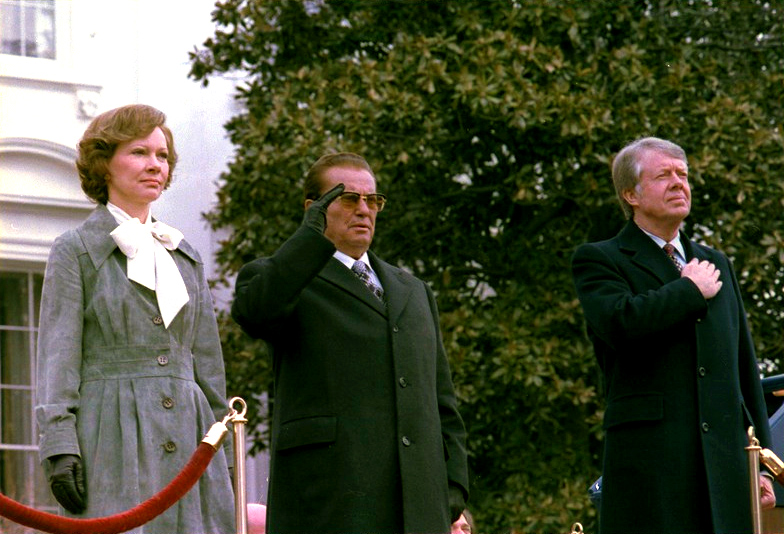
Josip Broz Tito na návštěvě v Bílém domě u Jimmyho Cartera

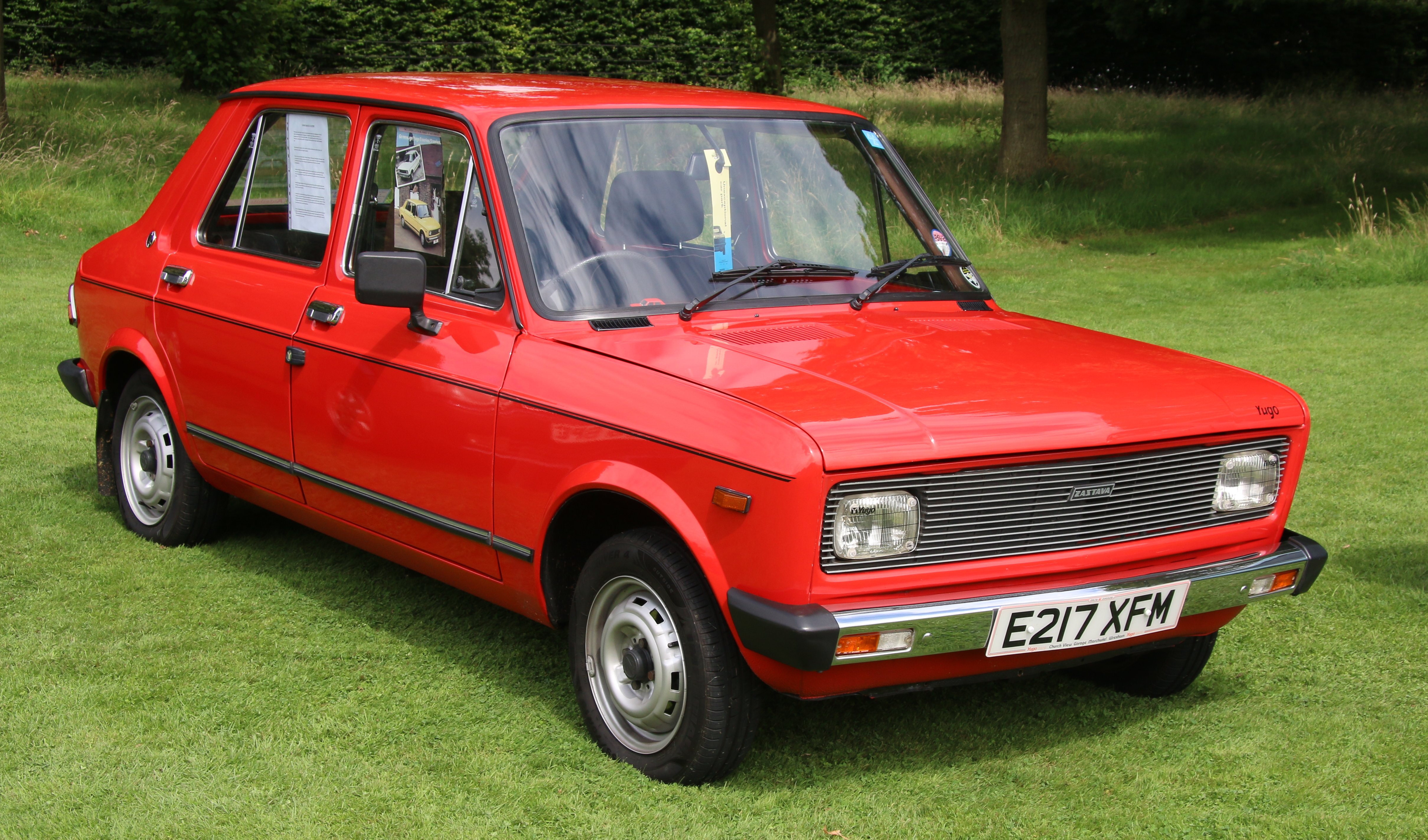
Symbol Jugoslávie 80. let, automobil Zastava, model Yugo 513 (1987)

Po 2. světové válce ovládli Jugoslávii komunisté a byla ustavena mnohonárodnostní federativní republika pod vedením Tita jako prezidenta. V poválečných čistkách a odvetách bylo zabito asi 70 000 lidí, většinou Chorvatů, Tito sám se ale snažil logickou touhu po pomstě u Srbů spíše krotit, aby soužití národů v jednom státě bylo vůbec možné. Zejména v 50. letech probíhaly také politické represe, ovšem jugoslávskou specifikou bylo, že jejich obětí byli především stalinisté (jichž bylo asi 15 000 uvězněno v táboře Goli Otok).
Titův režim si totiž na rozdíl od loutkových komunistických režimů východní Evropy, zcela závislých na Moskvě, počínal nezávisle, což vedlo na přelomu 40. a 50. let k silné roztržce mezi Titem a sovětským vůdcem Stalinem. Ten se však invaze do Jugoslávie neodvážil. Jugoslávie se nestala součástí Varšavské smlouvy a občanské svobody zde byly značně vyšší než v ostatních státech východní Evropy. Jugoslávie bazírovala na tom, že v rámci studené války není součástí ani jednoho z bloků – východního ani západního – a demonstrovala to organizováním tzv. hnutí nezúčastněných států. Přes něj Jugoslávie získávala mimořádný geopolitický vliv, jenž byl dobře ilustrován i Titovým pohřbem v roce 1980, považovaným za největší politický pohřeb 20. století. Ekonomický systém Jugoslávie komunisté nazývali samosprávný socialismus. Jeho hlavním ideologem byl Edvard Kardelj. Jeho nejviditelnějším projevem bylo zřízení tzv. dělnických rad, dle Zákona o dělnické samosprávě z roku 1950. Rady pracujících rozhodovaly o chodu podniků a například též volily jejich ředitele. Vliv politiků na ekonomiku tak byl menší než v jiných socialistických státech, což nekonformní a reformní myslitele v nich lákalo a inspirovalo (mj. i teoretiky pražského jara 1968). Na druhou stranu tento experiment nijak oslnivé ekonomické výsledky neměl, rady často rozhodovaly nekompetentně, řada firem byla ztrátových a výsledkem byla i nezaměstnanost, na což s oblibou upozorňovala protijugoslávská propaganda ve státech východního bloku.
Jugoslávská ekonomika měla ale i jiné rysy odlišující ji od zemí, jako bylo komunistické Československo – dovolovala soukromé podnikání a volný pohyb pracovní síly přes hranice země. Otevřené hranice byly proslulým výdobytkem Titova režimu, který využily i tisíce Čechů a Slováků k emigraci na západ, během letní dovolené. Samosprávný socialismus nakonec více než ekonomiku ovlivnil správu země – umožnil značnou míru komunální samosprávy, vynucoval si pravidelné střídání ve vrcholných funkcích a nakonec měl vyřešit i národnostní otázku. Na konci 60. let tak jednotlivé republiky federace získaly značnou autonomii a byla také vytvořena "muslimská" (či též "bosňácká") národnost k uvolnění napětí v mnohonárodnostní Bosně a v Kosovu. Ani v tomto případě ale samosprávný experiment neuspěl, jak se ukázalo již v 80. letech.
Po Titově smrti v roce 1980 postupně slábla autorita režimu a koncem 80. let se rozhořel spor o osamostatnění členských zemí, kterému bránili zejména právě Srbové, dominující v orgánech jugoslávského státu.

### Rozpad Jugoslávie

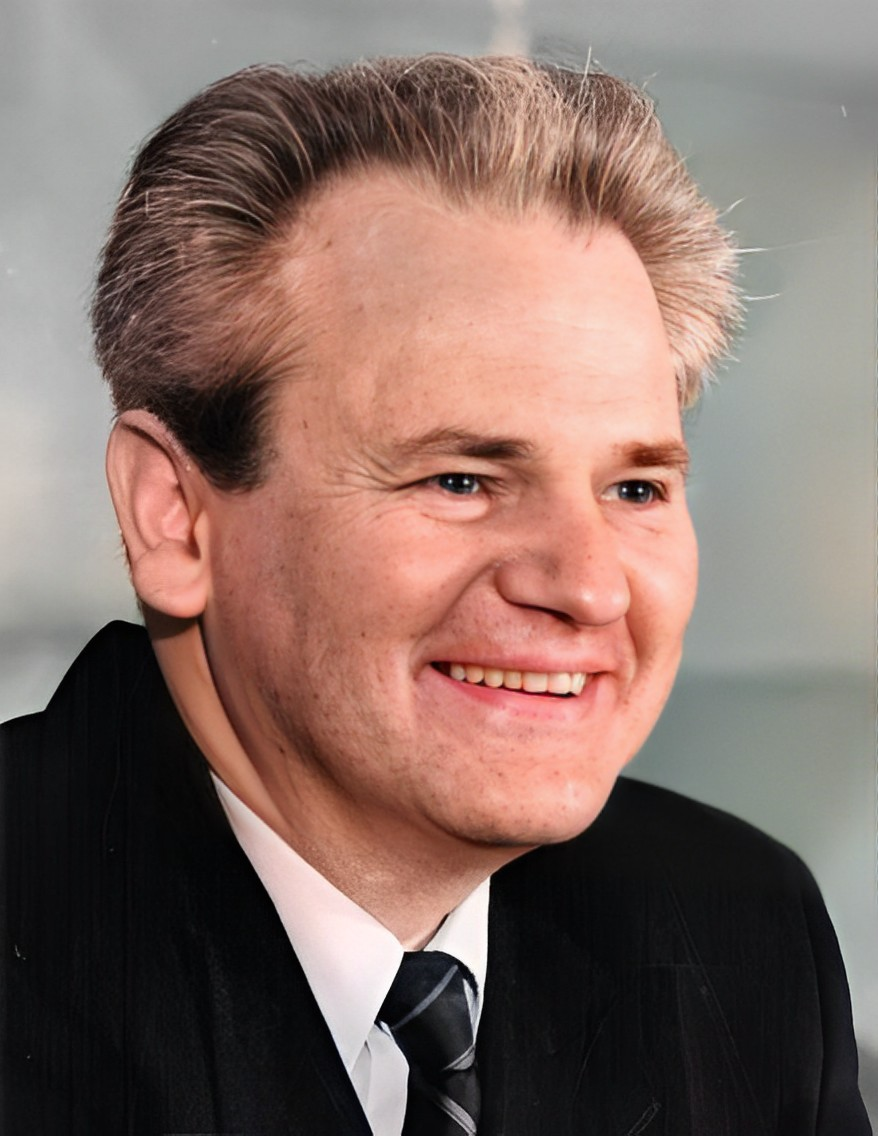
Slobodan Milošević na konci 80. let

V roce 1989 se v Srbsku dostal k moci Slobodan Milošević. Během své kampaně zvané protibyrokratická revoluce slíbil snížení pravomocí pro autonomní srbské provincie Kosovo a Vojvodinu, kde následně moc převzali jeho spojenci. To vyvolalo obavy a napětí ve vedení ostatních republik federace a probudilo etnický nacionalismus v celé Jugoslávii. Výsledkem byla jugoslávská válka a rozpad federace, z níž se postupně odtrhlo Slovinsko, Chorvatsko, Makedonie i Bosna a Hercegovina. Srbsko a Černá Hora zůstaly ve společné federaci pod názvem Svazová republika Jugoslávie. Organizace spojených národů neuznala stát jako nástupnický po Jugoslávii, uznala ho ale jako stát nový. Válka mírou vyvolané nenávisti a jevem etnických čistek šokovala Evropu. Byla nejkrvavějším konfliktem v Evropě od roku 1945. Nejvážnější střety se odehrávaly v Chorvatsku a Bosně, kde se velké etnické srbské menšiny stavěly proti nezávislosti. Bělehrad jim a jejich paramilitárním jednotkám poskytoval logistickou, vojenskou a finanční podporu. Během bojů se odehrály i válečné zločiny, k nejznámějším patří masakr ve Srebrenici. Mnozí srbští velitelé, jako Radovan Karadžić, za ně stanuli před haagským tribunálem. (Souzen byl nakonec i sám Milošević, rozsudku se ale nedožil.) Obětí čistek a vyhánění byli ale i Srbové. V roce 1995 během operace Bouře bylo chorvatskou armádou vyhnáno do Srbska asi 200 000 Srbů z území Srbské Krajiny. Po jugoslávských válkách se Srbsko stalo domovem nejvyššího počtu uprchlíků a vnitřně vysídlených osob v Evropě.

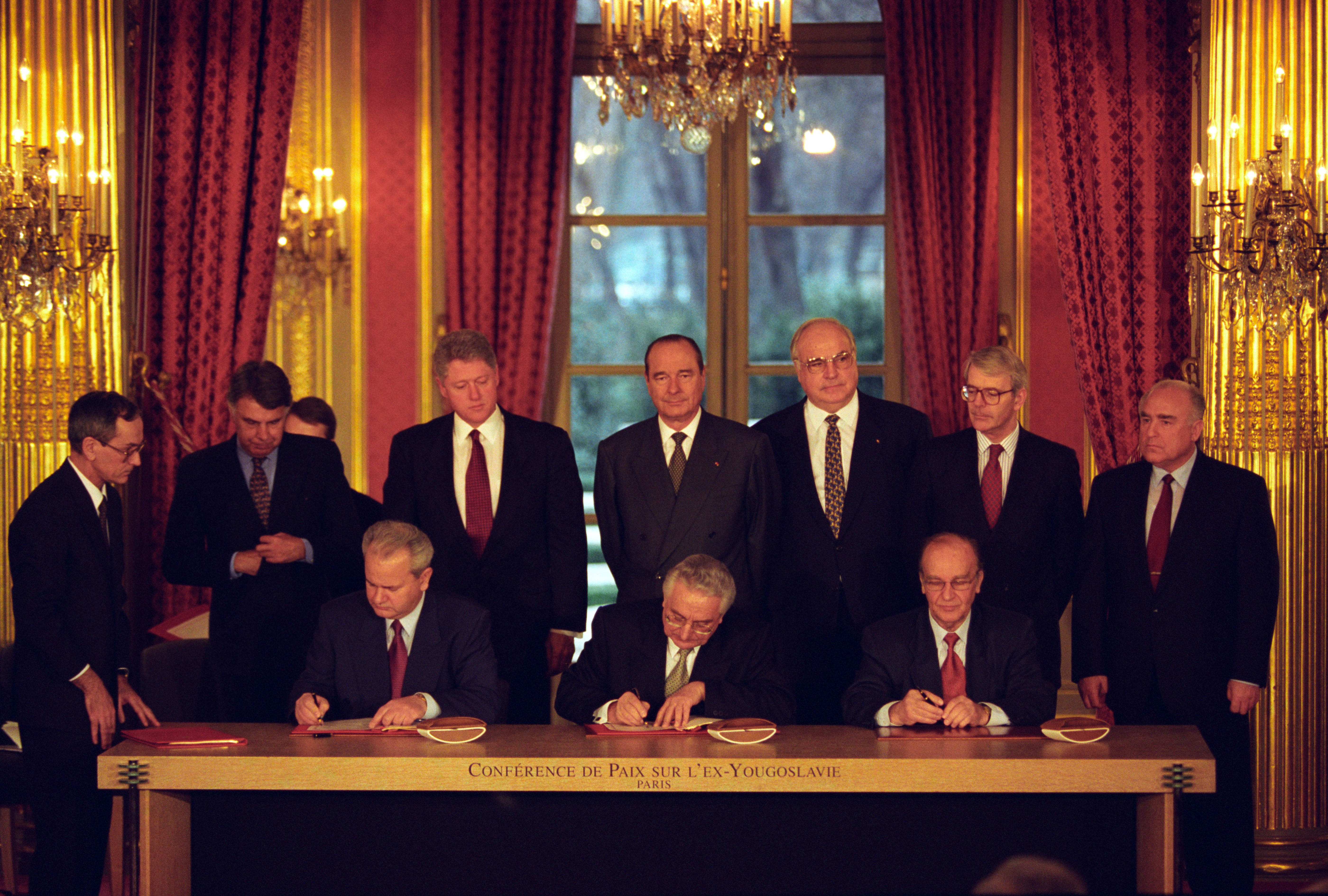
Podpis Daytonské dohody roku 1995

Tečku za hlavní fází války udělala v roce 1995 Daytonská dohoda. Zatímco však ostatní bývalé republiky federace po ní mohly započít éru poklidného rozvoje, Miloševićova "zbytková Jugoslávie" sebou vlekla ještě problém s kosovskými Albánci a jejich rebelující Kosovskou osvobozeneckou armádou (UÇK). Válka mezi Srby a Albánci v Kosovu probíhala v podstatě po celá 90. léta, ale v únoru 1998 nabrala na intenzitě. Bylo zjevné, že západ, který po jugoslávské válce váhal s tím, aby ukázal na Miloševiće jako na hlavního viníka krize, se proti němu tentokrát hodlá postavit.

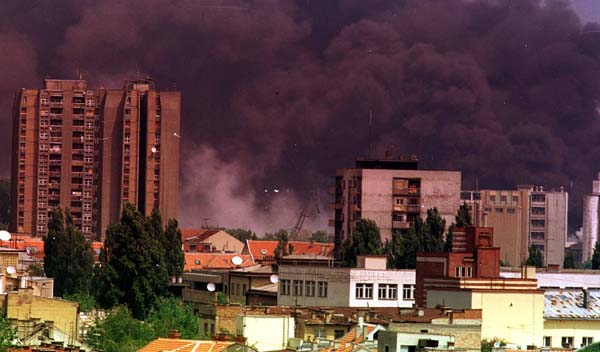
Novi Sad bombardovaný silami NATO

Klíčovou roli v tom sehráli tehdejší prezident USA Bill Clinton a jeho ministryně zahraničí Madeleine Albrightová. 24. března 1999 zahájily letecké síly NATO bombardování Jugoslávie, a tedy i Srbska, aby přinutily vládu Jugoslávie stáhnout se z Kosova a ukončit boj proti separatistům z UÇK. Vzdušné údery proti Srbsku, které dostaly název Operace Spojenecká síla, trvaly až do 10. června 1999. Šlo o vůbec první válku NATO v jeho historii. Celkem se na ní podílelo svými vojenskými kapacitami třináct jeho členských států. Západní státy však později ve věci bombardování Jugoslávie částečně přehodnotily své postoje. Po omluvě šéfa NATO Jense Stoltenberga v roce 2015 vyjádřil při své návštěvě Srbska v roce 2016 lítost nad civilními oběťmi také americký viceprezident Joe Biden.

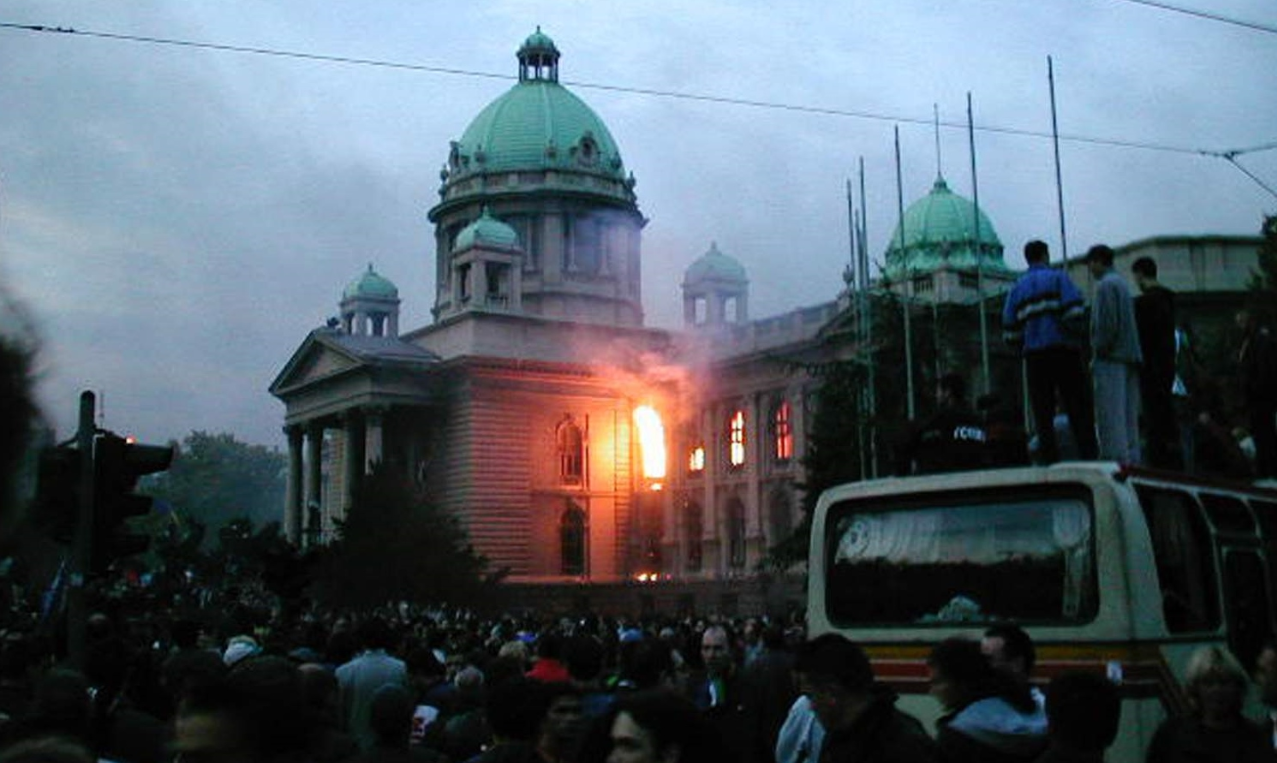
Protesty v Srbsku roku 2000

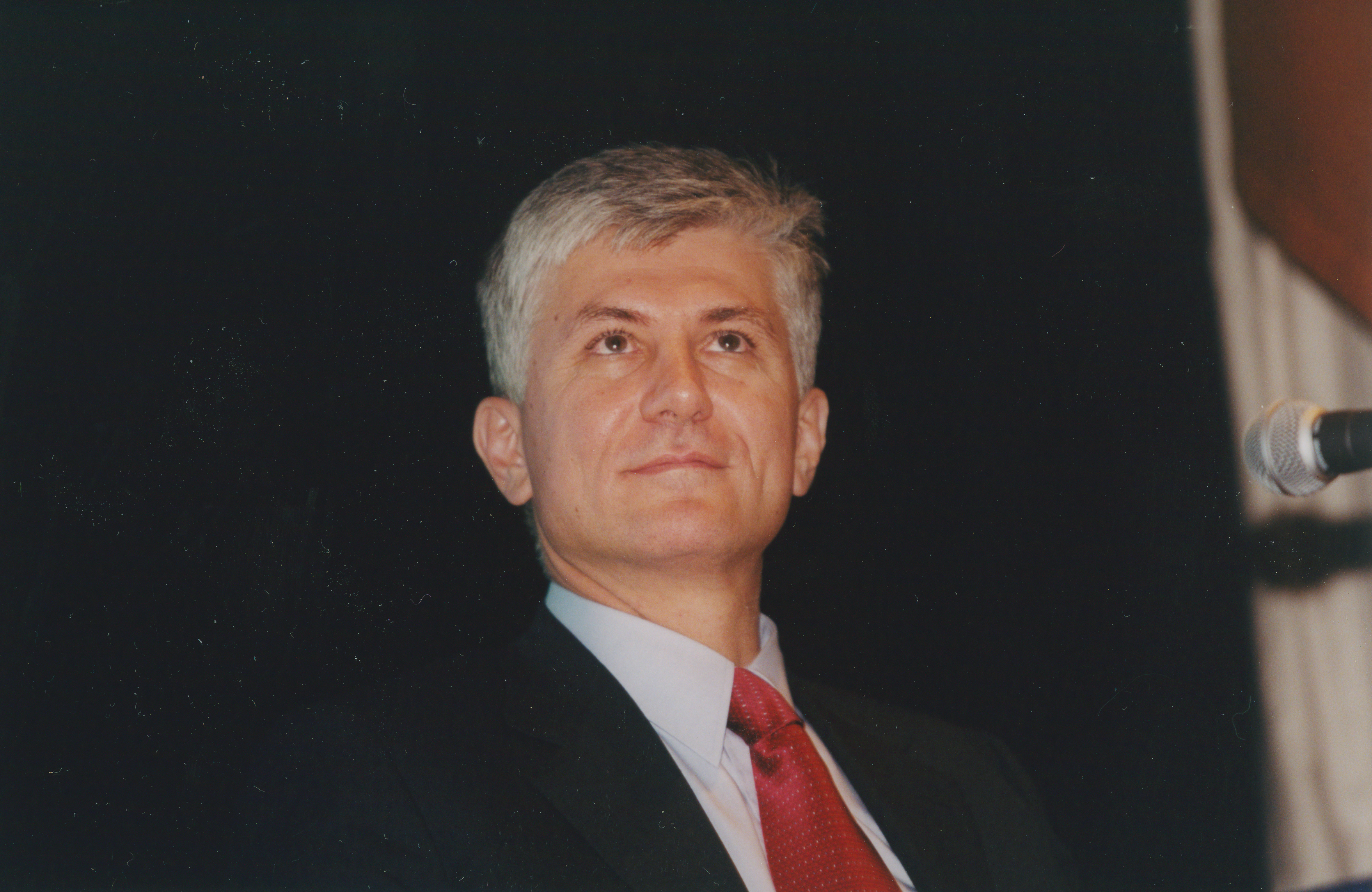
Zoran Đinđić

Krátce po kosovské krizi, v září 2000, se konaly prezidentské volby. Opoziční strany obvinily Miloševiće z volebního podvodu. Následovala kampaň občanského odporu vedená Demokratickou opozicí Srbska, širokou koalicí protimiloševićovských stran, v jejímž čele stál Zoran Đinđić. Kampaň vyvrcholila 5. října, kdy se v Bělehradě shromáždilo půl milionu lidí, což přimělo Miloševiće přiznat porážku. Đinđić se stal premiérem, Vojislav Koštunica novým prezidentem.
Pád Miloševiće a jeho vydání do Haagu roku 2001 ukončily mezinárodní izolaci Jugoslávie. Jak napjatá je v zemi nadále situace se však ukázalo, když se Đinđić v roce 2003 stal obětí atentátu.
V roce 2002 se federální parlament rozhodl pro změnu názvu země na Státní společenství Srbsko a Černá Hora a udělení větší pravomoci oběma republikám. Černá Hora však nakonec pocítila potřebu se osamostatnit zcela, byť se Srbskem měla společnou již jen obrannou politiku. Uspořádala proto 21. května 2006 referendum o nezávislosti, ve kterém zvítězili zastánci samostatnosti. 3. června vyhlásila Černá Hora nezávislost. Srbsko po dvou dnech vyhlásilo vlastní samostatnost 5. června 2006.

### Samostatné Srbsko

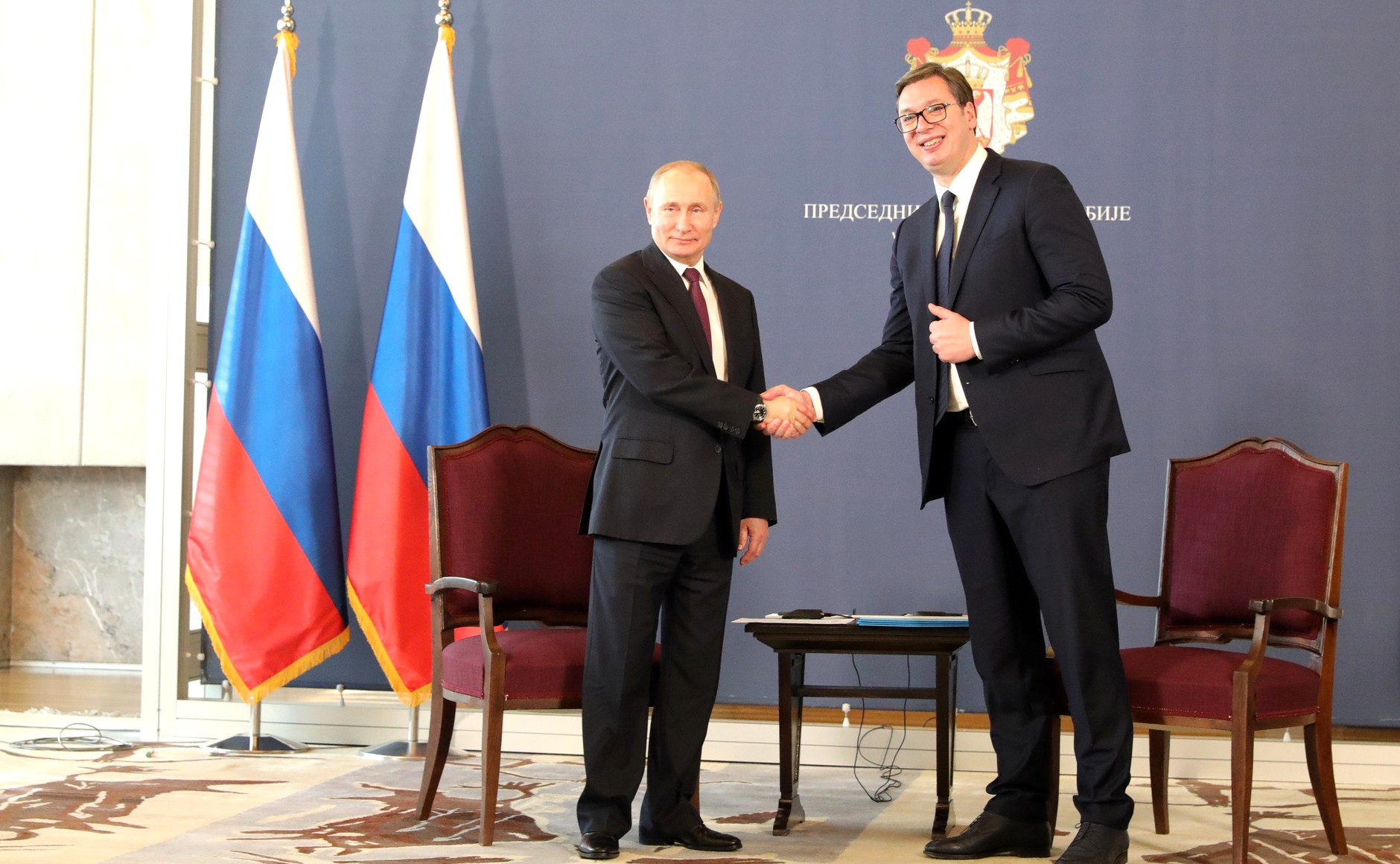
Aleksandar Vučić (vpravo) a Vladimir Putin

V roce 2007 vstoupilo Srbsko do Středoevropské zóny volného obchodu.
Dne 17. února 2008 vyhlásilo Kosovo s podporou USA a EU jednostranně nezávislost na Srbsku, kterou Srbsko odmítá uznat.
22. prosince 2009 podalo Srbsko přihlášku do Evropské unie a 1. března 2012 byl Srbsku udělen status kandidáta. Země se postupně demokratizuje, nicméně stále se potýká s vysokou nezaměstnaností a korupcí, která se objevuje ve všech úrovních státní správy.
Od nástupu Aleksandara Vučiće k moci Srbsko trpí erozí demokracie a symptomy autoritářství, především pak úpadkem svobody médií a občanských svobod. Poté, co se v březnu 2020 v Srbsku rozšířila pandemie covidu-19, byl vyhlášen výjimečný stav a poprvé od druhé světové války byl v Srbsku zaveden zákaz vycházení. V lednu a únoru 2021 proběhlo v Srbsku druhé nejrychlejší zavedení vakcíny v Evropě.
Invaze Ruska na Ukrajinu v roce 2022 ukázala, že nalézt rovnováhu mezi historicky tradiční vazbou na Rusko a deklarovaným evropským směřováním je pro srbské politiky stále velmi složité.

## Státní symboly

### Vlajka
Srbská vlajka je tvořena listem o poměru stran 2:3 se třemi vodorovnými pruhy – červeným, modrým a bílým. Přes pruhy, blíže žerdi, je položen malý státní znak.

### Znak
Srbský státní znak má dvě verze, znak malý a velký. Malý státní znak tvoří bílý dvojhlavý orel se zlatou zbrojí na červeném štítu. V srdečním štítku je bílým křížem čtvrcený štít, v jehož polích jsou křesadla. Nad štítem je královská koruna. Velký státní znak je de facto malý státní znak položený na hermelínový plášť pod další královskou korunu.

### Hymna
Srbskou hymnou je skladba Bože pravde (česky Spravedlivý Bože). Autorem skladby je Davorin Jenko a text napsal Jovan Đorđević. Hymna byla do roku 2008 rovněž, s drobnými odlišnostmi, hymnou Republiky Srbské v Bosně a Hercegovině.

## Geografie

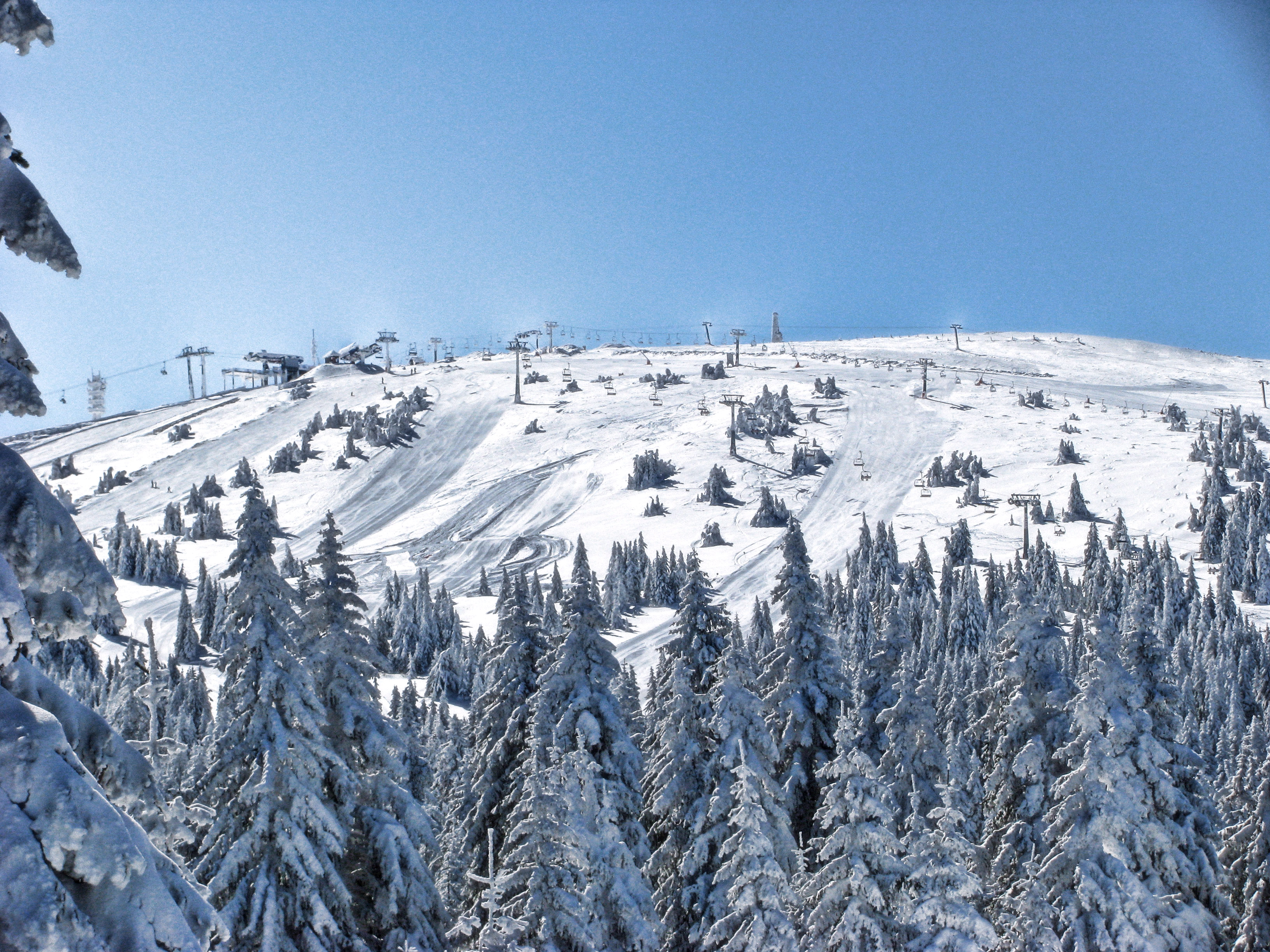
Národní park Kopaonik během zimy

Na severu Srbsko hraničí s Maďarskem (délka hranice 164 km), na západě s Chorvatskem (314 km), Bosnou a Hercegovinou (345 km), Černou Horou (157 km), na jihozápadě s Kosovem (366 km), na jihu se Severní Makedonií (101 km), na východě s Bulharskem (344 km) a Rumunskem (531 km). Celková délka hranic je 2322 kilometrů.
Srbsko leží v jihovýchodní Evropě ve vnitrozemí Balkánského poloostrova na severu země se nachází Panonská nížina, jíž protéká řeka Dunaj do kterého se vlévají řeky Tisa, Sáva a Velká Morava, přitékající z jihu země. Směrem na jih se terén zvedá a přechází v Dinárské hory, které pokrývají většinu západního a centrálního Srbska. Nejvýchodnější části země zasahují do Valašské nížiny. Východní hranice rovněž přetíná Karpatský oblouk.
Karpaty se na východě Srbska setkávají s pohořím Stara planina, kde se nachází nejvyšší hora Srbska Midžur vysoká 2169 m. Na jihu Srbska, na hranici s Kosovem, leží rozsáhlé pohoří Kopaonik. Na jihu země, na trojmezí s Kosovem a Černou Horou, leží pohoří Mokra Gora. Dinárské hory hory následují tok řeky Driny, která tvoří hranici Srbska s Bosnou a Hercegovinou, tvoří celou hranici s Černou Horou a jižní hranici s Bosnou a Hercegovinou. Na jihozápadě Srbska leží pohoří Zlatibor.

### Hydrologie

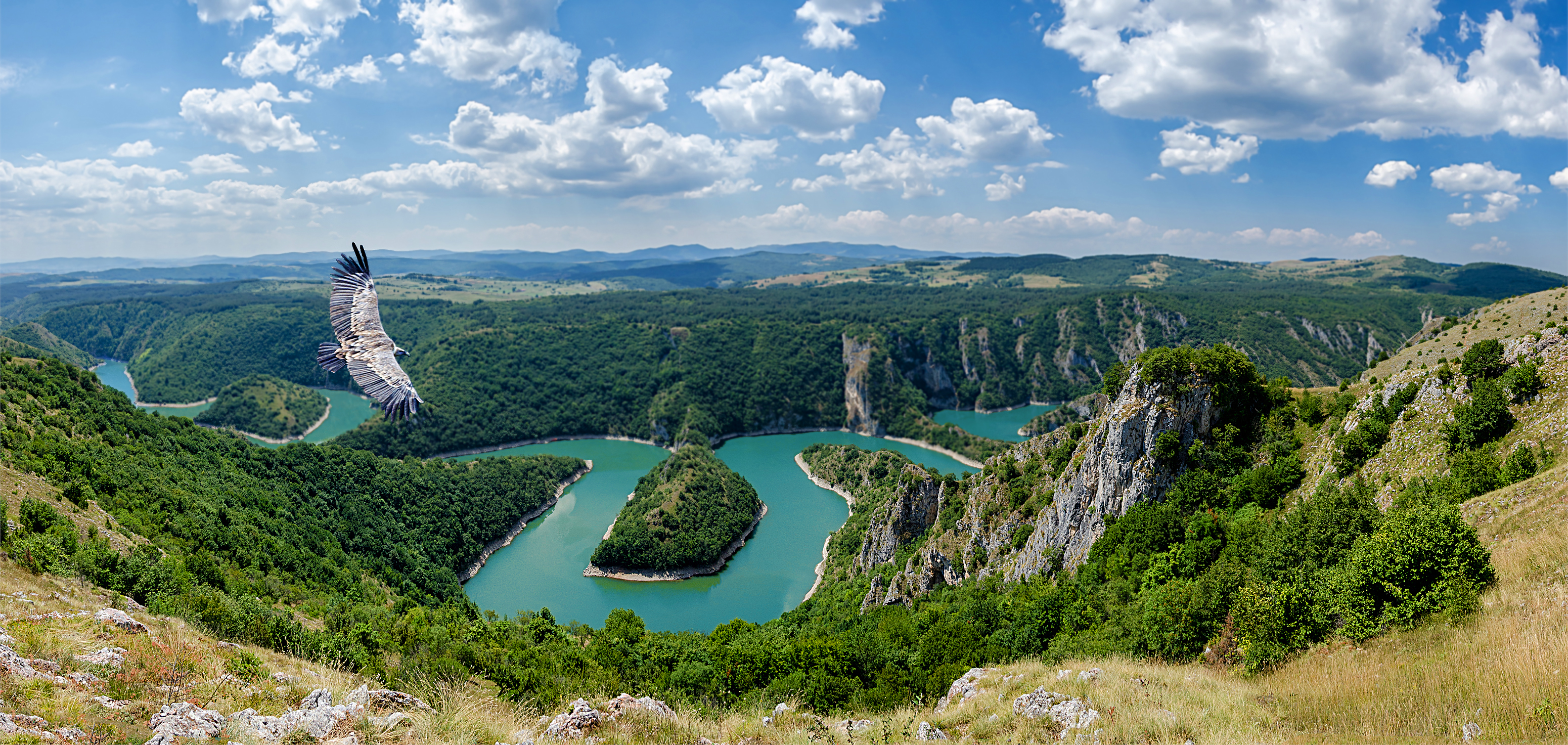
Sup bělohlavý u řeky Uvac

Téměř všechny vody řek Srbska prostřednictvím řeky Dunaj tečou do Černého moře. Dunaj, druhá největší evropská řeka, protéká Srbskem v délce 588 kilometrů (21 % její celkové délky) a je největším zdrojem sladké vody v zemi. Jeho největší přítoky v Srbsku jsou Velká Morava (nejdelší řeka, která leží jen v Srbsku s 493 km délky), Sáva a Tisa Jedinou výraznou výjimkou je řeka Pčinja, která se vlévá do Egejského moře.
Vzhledem ke tvaru terénu jsou přírodní jezera pouze vzácná a malá. Většina z nich se nachází v nížinách Vojvodiny, jako je ledovcové Palićko jezero (s plochou 6 kilometrů čtverečních je největším přírodním jezerem Srbska) nebo četná mrtvá ramena podél tekoucích řek (jako Zasavica a Carska bara). V Srbsku jsou nicméně četná umělá jezera, většinou postavená jako vodní přehrady; největší je přehrada na Dunaji Železná vrata s plochou 163 čtverečních kilometrů na srbské straně (další část patří k Rumunsku; celková plocha přehrady je 253 km2), stejně jako i nejhlubší (s maximální hloubkou 92 metrů). Další umělé jezero je přehrada Perućac na Drinu a částečně umělé jezero Vlasinské jezero. Největší vodopád Jelovarnik, ležící v pohoří v Kopaonik, je 71 metrů vysoký. Relativně hojné množství neznečištěných povrchových vod a četné podzemní přírodní a minerální vodní zdroje vysoké kvality vody může znamenat šanci na export a ekonomické zlepšení.

## Politický systém

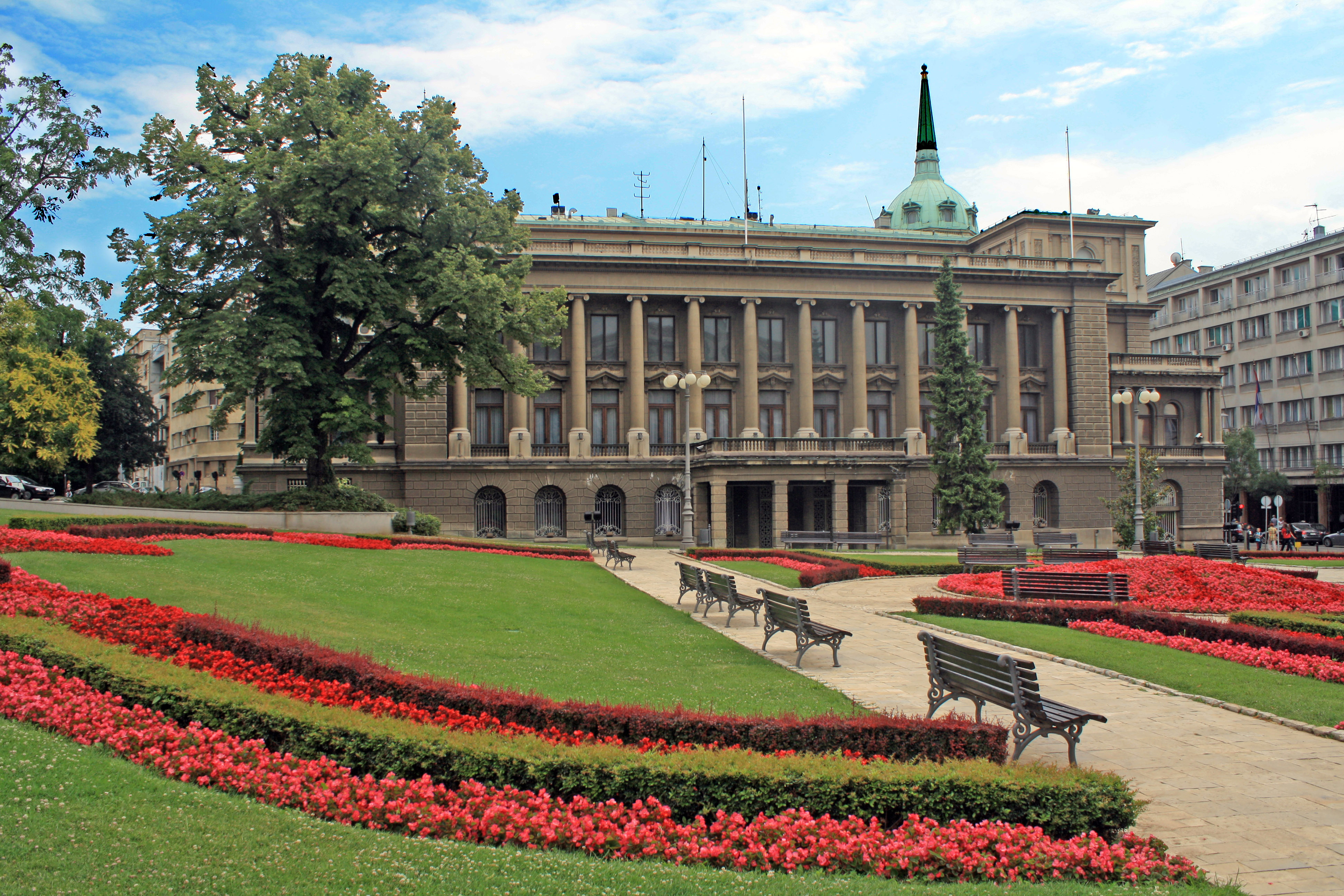
Novi dvor, sídlo prezidenta

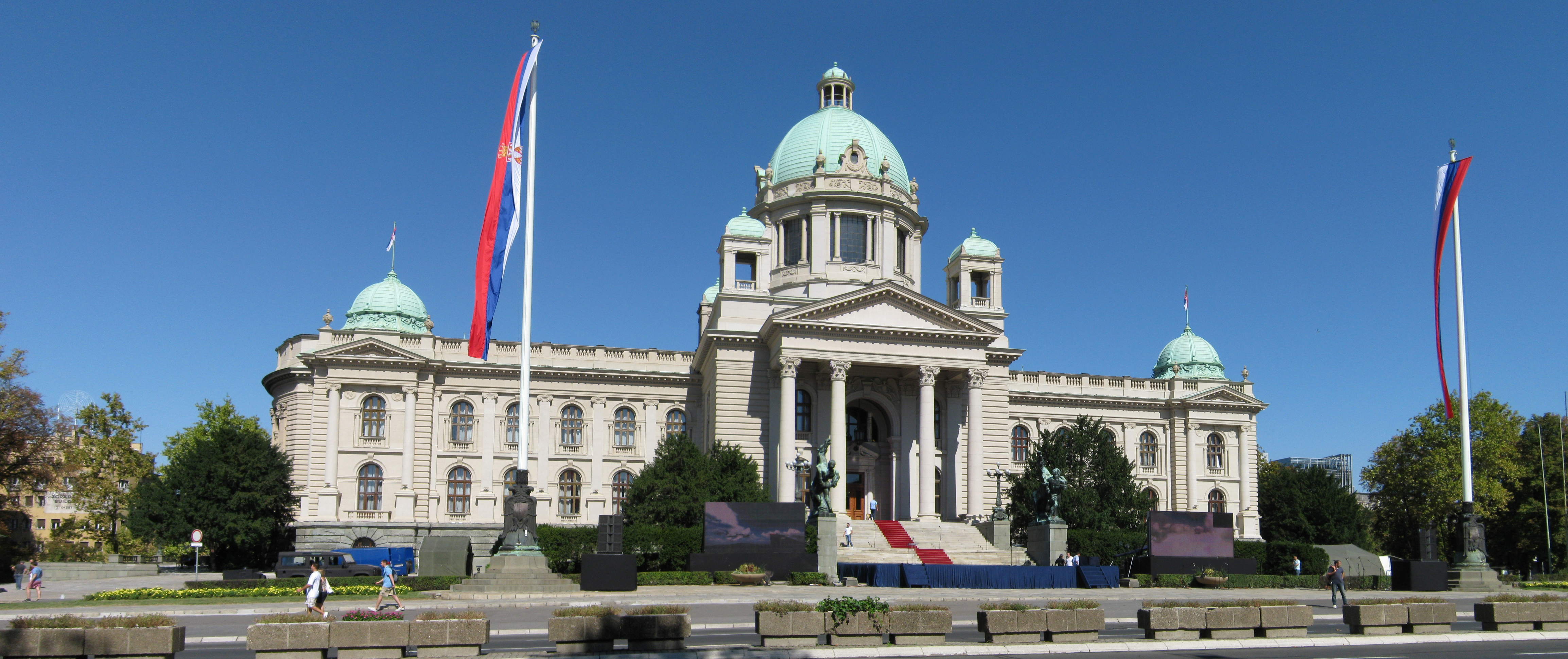
Budova Národního shromáždění

Republika Srbsko je unitární zastupitelská demokracie, parlamentní republika s vícestranickým systémem. Srbsko získalo plnou nezávislost po referendu v roce 2006, kdy Černá Hora vystoupila z federace Srbsko a Černá Hora.
Prezident republiky (Predsednik Republike) je hlavou státu a je volen lidovým hlasováním na pětileté období. Ústava dovoluje jednomu člověku sloužit maximálně dvě prezidentská volební období. Prezident je vrchním velitelem ozbrojených sil, jmenuje předsedu vlády se souhlasem parlamentu a má určitý vliv na zahraniční politiku. Po prezidentských volbách v roce 2017 je současným prezidentem Aleksandar Vučić ze Srbské pokrokové strany. Sídlem prezidenta je palác Novi Dvor v Bělehradě.
Vláda se skládá z předsedy vlády a ministrů vlády. Je odpovědná za navrhování legislativy a rozpočtu, provádění zákonů a vedení zahraniční a vnitřní politiky. Současnou premiérkou je Ana Brnabićová, nominovaná Srbskou pokrokovou stranou. Je první ženou v tomto úřadě, i prvním otevřeným homosexuálem v čele Srbska. Ostatně Srbsko má dlouhodobě velmi vysoký podíl žen v politice, pátý nejvyšší v Evropě k roku 2021.
Národní shromáždění (Narodna skupština) je jednokomorový zákonodárný orgán. Národní shromáždění má pravomoc přijímat zákony, schvalovat rozpočet, plánovat prezidentské volby, vybírat a odvolávat předsedu vlády a další ministry, vyhlašovat válku a ratifikovat mezinárodní smlouvy a dohody. Skládá se z 250 členů, kteří slouží čtyřletá období. Volební systém je poměrný. V budově parlamentu na Náměstí Nikoly Pašiće v Bělehradě sídlil už parlament jugoslávský, od roku 1936.

### Zahraniční vztahy

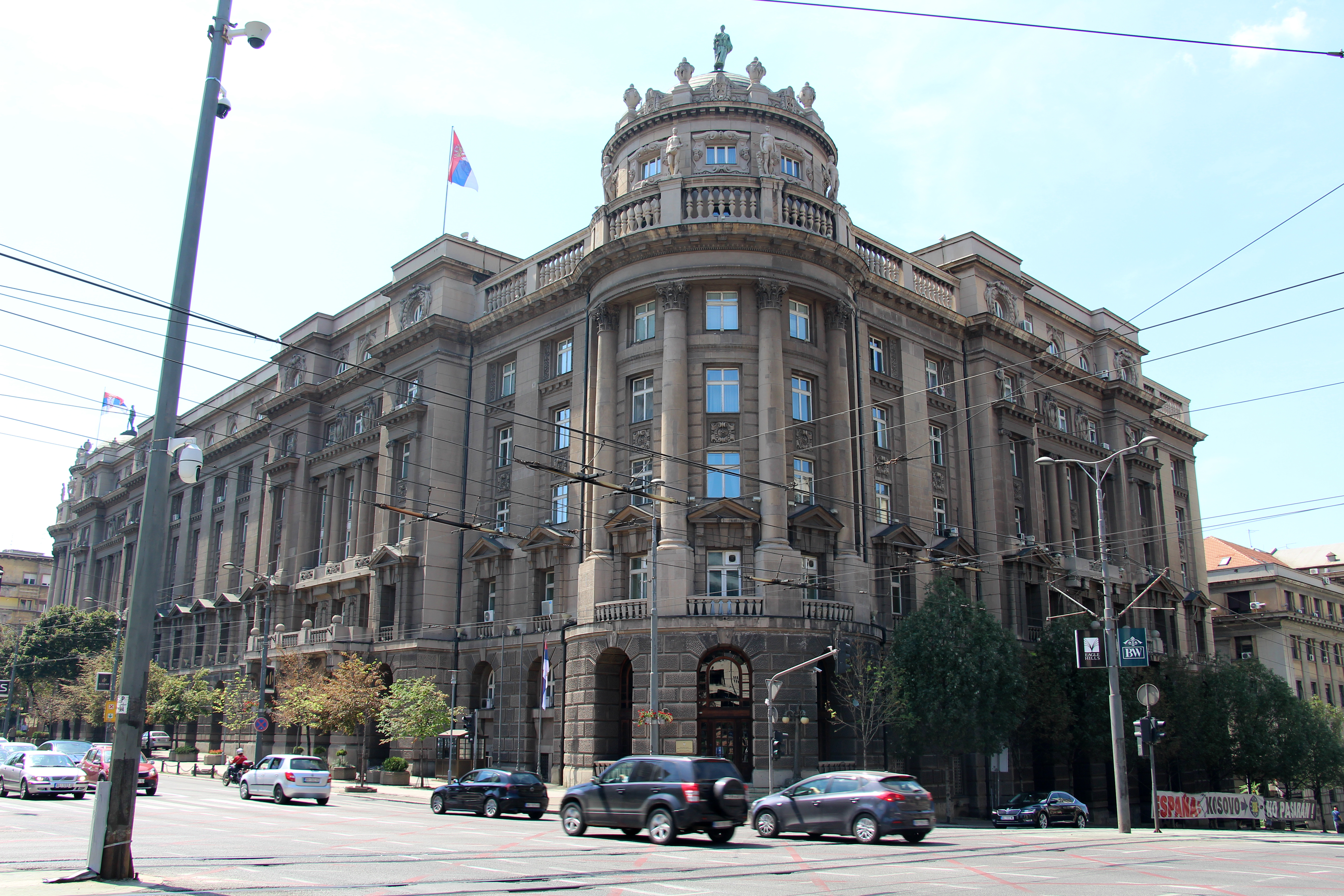
Sídlo ministerstva zahraničních věcí

Srbsko má diplomatické styky se 188 členskými státy OSN, Vatikánem, Maltézským řádem a Evropskou unií. Zahraniční vztahy jsou vedeny prostřednictvím Ministerstva zahraničních věcí. Srbsko má na mezinárodní úrovni síť 65 velvyslanectví a 23 konzulátů. V Srbsku se nachází 65 zahraničních ambasád, 5 konzulátů a 4 styčné kanceláře.
Dlouhodobým cílem Srbska je členství v Evropské unii. Zároveň ale Srbsko bazíruje i na tradičně dobrých vztazích s Ruskem a snaží se přesvědčit Západ, že tyto dvě věci nejsou v rozporu, což na Západě budí rozpaky. Vztahy s Ruskem jsou dány historií i společným náboženstvím, pravoslavím. Pro Rusy je Srbsko klíčovým spojencem v Evropě a získává si jeho přízeň důsledným odmítáním legitimity nezávislosti Kosova, které naopak uznala řada západních zemí. Rusko s kosovskou kartou operuje široce a dlouhodobě. Snahy odtrhnout Srbsko z velkého prozápadního bloku slavily úspěch v roce 2014, kdy Srbsko odmítlo uvalit sankce na Rusko za anexi Krymu. Bělehrad poskytl neformální vojenskou pomoc i proruským separatistům v Donbasu. Od uvalení západních sankcí proti Rusku v roce 2014 Kreml rovněž posílil své ekonomické vazby se Srbskem, které zahrnuly i dodávky sofistikovaných zbraňových systémů. Mnoho pozorovatelů již označilo srbskou politiku vyvažování za neudržitelnou a souběžné zachování obou linií, proruské i prozápadní, za dlouhodobě nemožné. Dalo se očekávat, že momentem rozhodnutí se stane ruská invaze na Ukrajinu. Avšak Srbsko zůstalo věrno své vyvažovací politice: invazi odsoudilo, ale odmítlo podpořit protiruské sankce.

### Ozbrojené síly

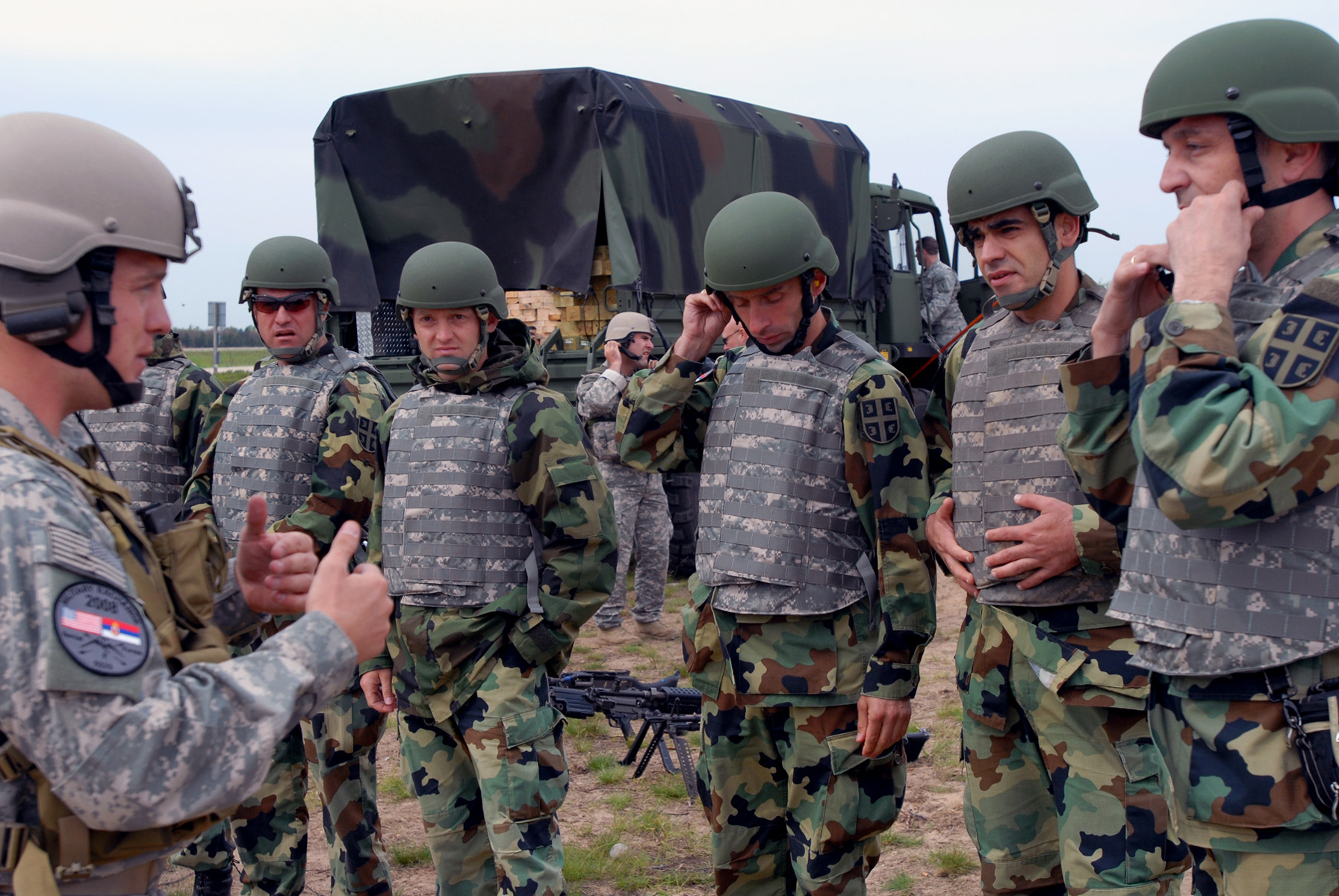
Parašutisté srbské armády.

Ozbrojené síly Srbska nesou název Vojska Srbije (srbsky Војска Србије). Oficiálně byly zřízeny dne 8. června 2006 nařízením srbské Skupštiny. Samostatná srbská armáda vznikla po vyhlášení nezávislosti Černé Hory z těch jednotek armády Srbska a Černé Hory, které se nacházely na území Republiky Srbsko. Dle ústavy Srbska slouží armáda k obraně země před nebezpečím zvenčí a k plnění různých misí a cílů v souladu se zákony a principy mezinárodního práva, které reguluje použití síly. Nasazení armády za hranicemi Republiky Srbsko může schválit pouze Skupština. Srbské ozbrojené síly se skládají ze tří samostatných celků: Pozemního vojska (armády), letectva a protivzdušné obrany.
Srbsko také patří mezi velké výrobce a vývozce vojenské techniky v regionu. V roce 2011 bylo vyvezeno vybavení za 250 milionů USD. Srbsko vyváží po celém světě, zejména na blízký východ, do Afriky, jihovýchodní Asie a Severní Ameriky. Zbrojní průmysl dosáhl za leta významného růstu a každý rok pokračuje.

### Administrativní dělení Srbska

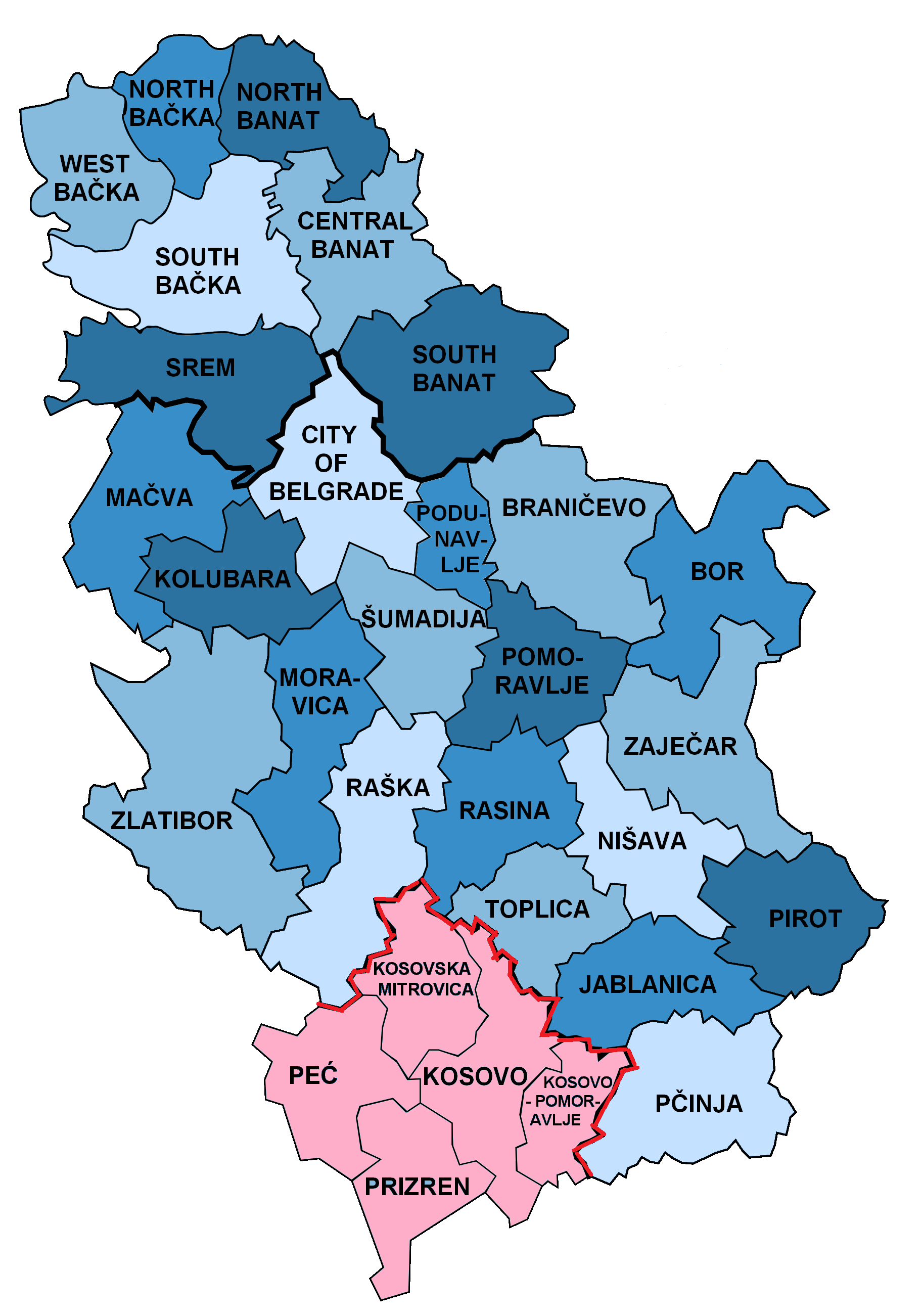
Srbské okresy

#### Okruhy
Srbsko je rozděleno na 29 správních okruhů mimo hlavní město Bělehrad, které je samostatnou administrativní jednotkou. Z toho 5 okruhů je součástí autonomní oblasti Kosovo a Metochie, která vyhlásila nezávislost a vytvoření Republiky Kosovo, Srbskem však neuznané.

#### Samosprávné kraje
Srbsko se nyní skládá z tzv. Centrálního Srbska, které však netvoří správní celek, a autonomní oblasti Vojvodiny. Srbsko i nadále formálně uvádí Autonomní kraj Kosovo a Metochie, nad kterým však ztratilo efektivní správu v roce 1999. a jehož území poté k Srbsku náleží již jen formálně.
V dobách SFRJ, do roku 1989, byly Vojvodina a Kosovo srbskými autonomní oblastmi s velice širokou autonomii, pak však tato autonomie byla omezena. Nyní je Vojvodina i nadále autonomní oblastí, dříve srbské Kosovo (v roce 1989 byl vrácen dřívější oficiální název Kosovo a Metohija) bylo v letech od roku 1999 do 17. února 2008 zvláštní oblastí pod mezinárodní správou garantovanou OSN, která byla vyňata z dosahu srbské správy. Podle mezinárodního práva, garantovaného Chartou OSN i usnesením Organizace pro bezpečnost a spolupráci v Evropě o územní celistvosti OSN bylo Kosovo nedílnou součástí Srbska a podle OSN, Srbska a některých dalších zemí je jí dodnes. Fakticky však kosovský parlament vyhlásil dne 17. února 2008 v 15:50 SEČ nezávislost na Srbsku a prohlásil Kosovo za demokratický, světský a multietnický stát, který byl již uznán mnoha státy.
Srbský stát je tak asymetrický a srbská vláda řadu pravomocí provádí pouze na území tzv. Centrálního Srbska, dokud tyto pravomoce na území Vojvodiny plní Vláda Vojvodiny.

#### Historické oblasti
Historicky se Srbsko sestává z 'tradičního' Srbska a Vojvodiny (bývalého regionu Rakousko-Uherska), které se skládají z řady historických oblastí. Vojvodina zahrnuje Bačku, část Banátu, část Sremu (jakož i nepatrnou část původního Srbska), a 'tradiční' Srbsko zahrnuje regiony: Šumadija, Mačva, Stig, Negotinska krajina, Brankovina, Sandžak a další.

## Ekonomika

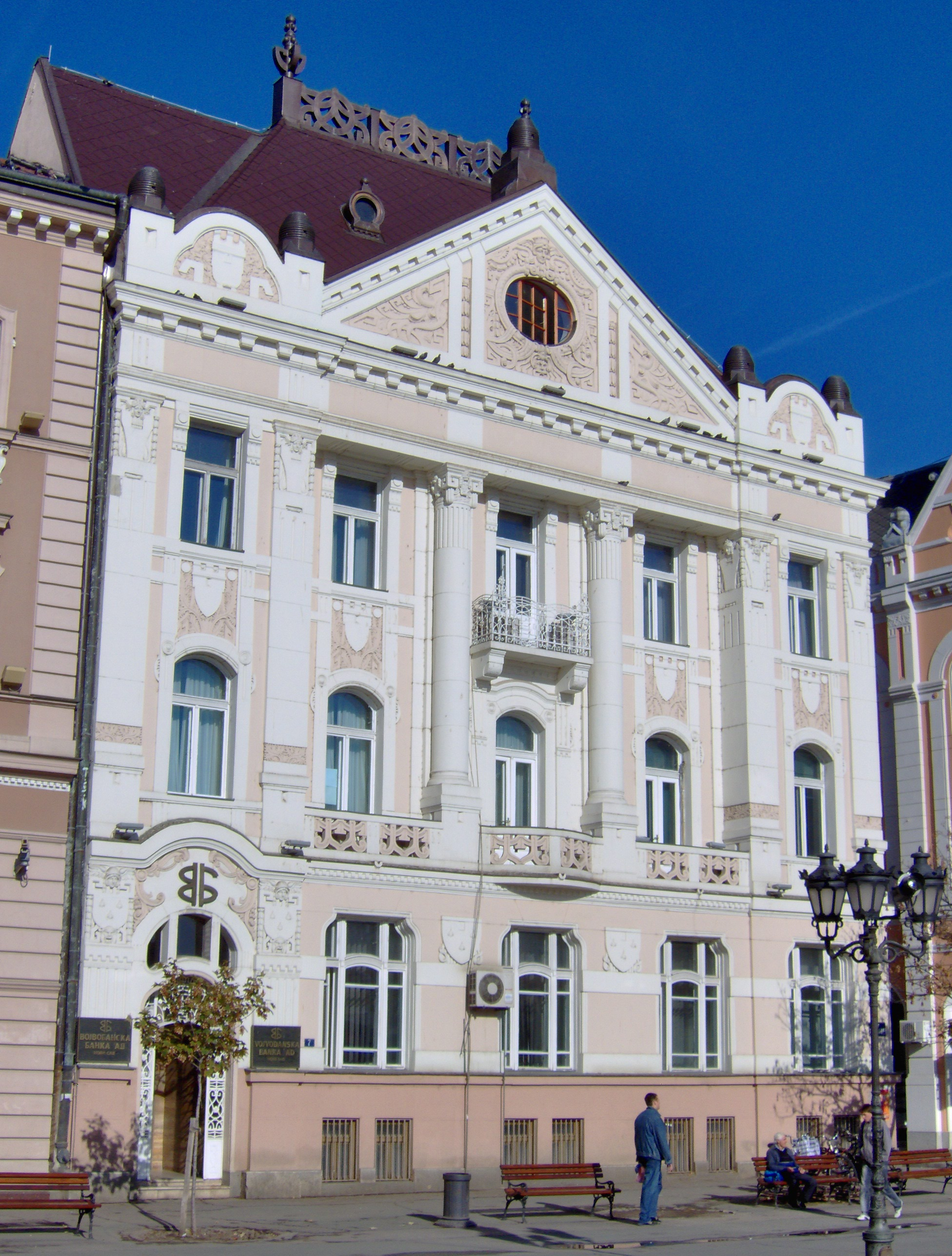
OTP banka – hlavní sídlo – Novi Sad

Srbská dálniční síť:
hotové
rozestavěné (2023)
plánované

Srbská ekonomika je spíše slabší v Evropě. Příčinou slabé ekonomiky je válka v devadesátých letech 20. století. V poslední době však v Srbsku roste průměrná mzda a HDP na obyvatele se také pomalu zvyšuje. Srbská, neboli jugoslávská ekonomika za komunismu byla v tehdejším východním bloku silná. Existovaly zde soukromé firmy a lepší byly i politické vztahy se západem oproti jiným komunistickým státům. Silná ekonomika se však začala hroutit koncem 70. let. V Jugoslávii nastaly národnostní problémy a tím se i zisky firem dostávaly do ztrát. Největší krizi však srbská ekonomika zažila v letech 1992–1995, kdy nastala válka mezi státy, které tvořily rozpadající se Jugoslávii. Politici financovali hlavně zbrojní průmysl. Po válce byly na Srbsko uvaleny od OSN sankce za způsobení válečných zločinů. Po válce se však ekonomika nerozvíjela, kvůli dalšímu národnostnímu problému, tentokrát v Kosovu. Začátkem 21. století se ekonomika začala vzpamatovávat a v současné době roste. Srbsku se v poslední době říká "Balkánský tygr", hlavně kvůli nejrychleji rozvíjející se ekonomice v regionu. Srbsko je jedinou evropskou zemí, která má podepsané smlouvy o volném obchodu jak s Evropskou unií tak i s Ruskou federací.

### Doprava
Srbsko je považováno za spojnici mezi "západem a východem".[zdroj?] V současné době se buduje hlavně silniční síť.[zdroj?] Velké plány jsou například okolo Bělehradu, kde je nově postavený obchvat. I přes nekvalitní vedlejší silnice jsou dálnice ve velmi dobrém stavu. Hlavní dálniční tahy vedou ze severu na jih; jedná se o spojení Maďarska a Chorvatska s Makedonií. Důležitou součástí nákladní dopravy je řeka Dunaj, na jejíž březích se nacházejí významné podniky infrastruktury. Při bombardování silami NATO byly zničeny mosty v Novém Sadu a dalších městech, tím byla tato dopravní tepna přerušena.

#### Železniční
Železniční síť v Srbsku je tvořena hlavními tahy, vedoucími do jednotlivých bývalých jugoslávských republik. Na severu, ve Vojvodině, je síť velmi hustá s množstvím tratí vedoucích do Rumunska, Chorvatska a Maďarska. Oproti např. Bosně a Hercegovině je stav a hustota sítě v celé zemi mnohem lepší, vzhledem k charakteru státu; sever je průmyslově i zemědělsky aktivní a jih skýtá jak velká města (například Niš), tak i významné koridory do dalších zemí (například do Černé Hory).

#### Silniční
Celým Srbskem prochází dálnice Subotica – Bělehrad – Niš, s napojeními i do sousedních zemí. U sítě silniční se se směrem na jih situace zhoršuje. Bělehrad je, stejně jako v případě železniční dopravy, i v dopravě automobilové hlavním dopravním uzlem v zemi.
Silniční síť je (mimo několik hlavních tahů) ve velice neutěšeném technickém stavu. Řadí se tak po Albánii na druhé nejhorší místo v Evropě.[zdroj?]. (V současné době – 05.2017 již okresní silnice jsou v dobrém stavu, taktéž hlavní dálnice ze severu na jih je v dobrém technickém stavu). Dálnice je placená, platí se mýto na mýtních branách a lze platit v dinárech, eurech a nově i platební kartou.
Maximální povolené rychlosti pro osobní vozy:
- v obci: 50 km/h
- mimo obec: 80 km/h
- rychlostní silnice: 100 km/h
- dálnice: 130 km/h

## Obyvatelstvo

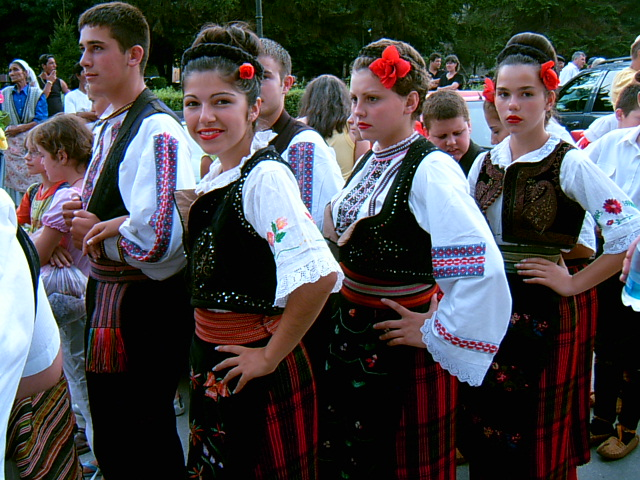
Srbové v tradičním kroji

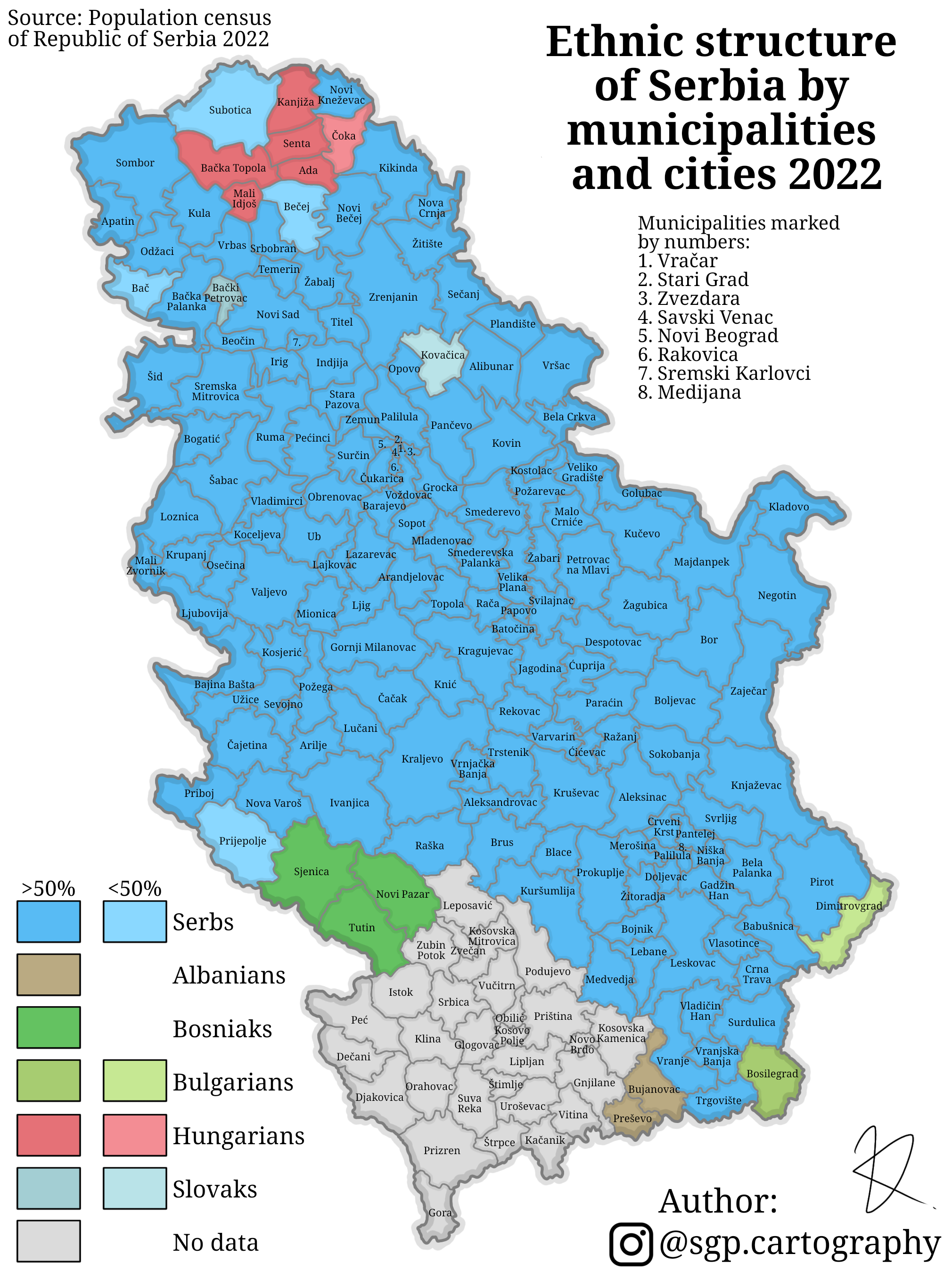
Národnostní složení (2022)

Podle odhadů mělo Srbsko (bez Kosova) k lednu 2024 celkem 6 605 168 obyvatel. Podle sčítání lidu z roku 2022 mělo Srbsko (bez Kosova) celkem 6 647 003 obyvatel a celková hustota zalidnění byla střední, neboť činila 85,8 obyvatel na kilometr čtvereční. Sčítání lidu neproběhlo v Kosovu, kde se uskutečnilo vlastní sčítání lidu, při němž byl celkový počet obyvatel určen na 1 586 659. Srbsko se od počátku 90. let 20. století potýká s demografickou krizí, kdy úmrtnost neustále převyšuje porodnost. Odhaduje se, že v 90. letech opustilo Srbsko 500 000 lidí, z nichž 20 % mělo vysokoškolské vzdělání. Srbsko má jednu z nejstarších populací na světě, průměrný věk je 43,3 roku, a počet obyvatel se snižuje jedním z nejrychlejších temp na světě.  Pětina domácností se skládá pouze z jedné osoby a jen čtvrtina ze čtyř a více osob.  Průměrná délka života v Srbsku je 76,1 roku.
Většinovým etnikem jsou Srbové, kteří tvoří 84 % populace země, bez Kosova. Dalším významným národem jsou Albánci v Srbskem neuznaném Kosovu. Tvoří zde kolem 90 % kosovské populace. Naopak v severní části Srbska, ve Vojvodině, žije vedle Srbů mnoho dalších národů. Největší menšinu zde tvoří Maďaři, kteří zde žijí hlavně z historického důvodu, jelikož Vojvodina dlouhou dobu patřila k Uhersku. Vedle Srbů a Maďarů zde žije menší počet Rumunů, Chorvatů, Slováků a Rusínů. Ve Vojvodině však žije i nepočetná česká menšina a dříve početnější německá menšina.

### Náboženství
Hlavním náboženstvím je pravoslaví, jež vyznávají hlavně Srbové a Rumuni. Albánci v Srbsku jsou naopak muslimové, a Maďaři jsou římskokatolické víry. Muslimové jsou však i na západě Srbska v Sandžaku, zde islám vyznávají Bosňáci, neboli muslimští Slované. Významným etnikem v této oblasti jsou i Turci, kteří vyznávají stejné náboženství.

### Jazyky
Oficiálním jazykem je srbština, standardizovaná forma srbochorvatšiny, s 88 % rodilých mluvčích v zemi. Srbština je také jediný evropský jazyk, který aktivně používá jak cyrilici, tak latinku (pokud neuvažujeme rumunštinu/moldavštinu na území separatistického Podněstří). Srbská cyrilice je oficiální abecedou Srbska. Byla navržena v roce 1814 srbským filologem Vukem Karadžičem, který vytvořil abecedu na fonemických principech. Průzkum z roku 2014 ukázal, že 47 % srbské populace upřednostňuje latinku, 36 % cyrilici a 17 % je to jedno.
Před orgány Autonomního kraje Vojvodina jsou úředními jazyky, rovnocenně se srbštinou, také maďarština, rumunština, rusínština, slovenština a chorvatština (celkem 6).
Na území některých okresů a před orgány státní moci zřízenými pro tyto okresy jsou úředními některé menšinové jazyky (celkem 11 jazyků, kromě uvedených ještě: čeština, bulharština, makedonština, černohorština, albánština, bosenština). Menšinové jazyky se jako úřední používají většinou v okresích na území Vojvodiny (73 % okresů ve Vojvodině používá alespoň jeden menšinový jazyk). V některých okresech je úředních hned několik menšinových jazyků (40 % okresů ve Vojvodině), a to dokonce někdy až 4 další jazyky.
Ne zcela jasné postavení mají jazyky, které jsou úředními jen na území jedné obce (nikoliv okresu). Takových případů je 12 a jde o již uvedené jazyky.
Srbsko uznalo dle Evropské charty jazyků 10 jazyků – nejsou však mezi nimi některé jazyky, které jsou úředními jazyky v určitých okresech (čeština, makedonština, černohorština) a naopak některé, které úřední nejsou vůbec – uznané byly (romština a ukrajinština), přesto, že Charta se má uplatňovat na území, na kterém je určitý jazyk úřední.

## Kultura
Po staletí se Srbsko rozkládalo na hranici mezi východem a západem, území Srbska bylo rozděleno mezi východní a západní polovinu římské říše, poté mezi Byzancí a Uherským království a v raném novověku mezi Osmanskou říší a habsburskou říši. Tyto překrývající se vlivy mají za následek kulturní rozmanitost po celém Srbsku. Jeho severní část má spíše profil střední Evropy, zatímco jih je charakteristický pro širší Balkán či dokonce Středomoří. Byzantský vliv na Srbsko byl silný. V první řadě díky rozšíření pravoslaví v raném středověku. Srbská pravoslavná církev má v Srbsku trvalý statut a mnoho srbských klášterů, tvořící nejcennější kulturní památky, bylo postaveno ve středověku.

### Památky

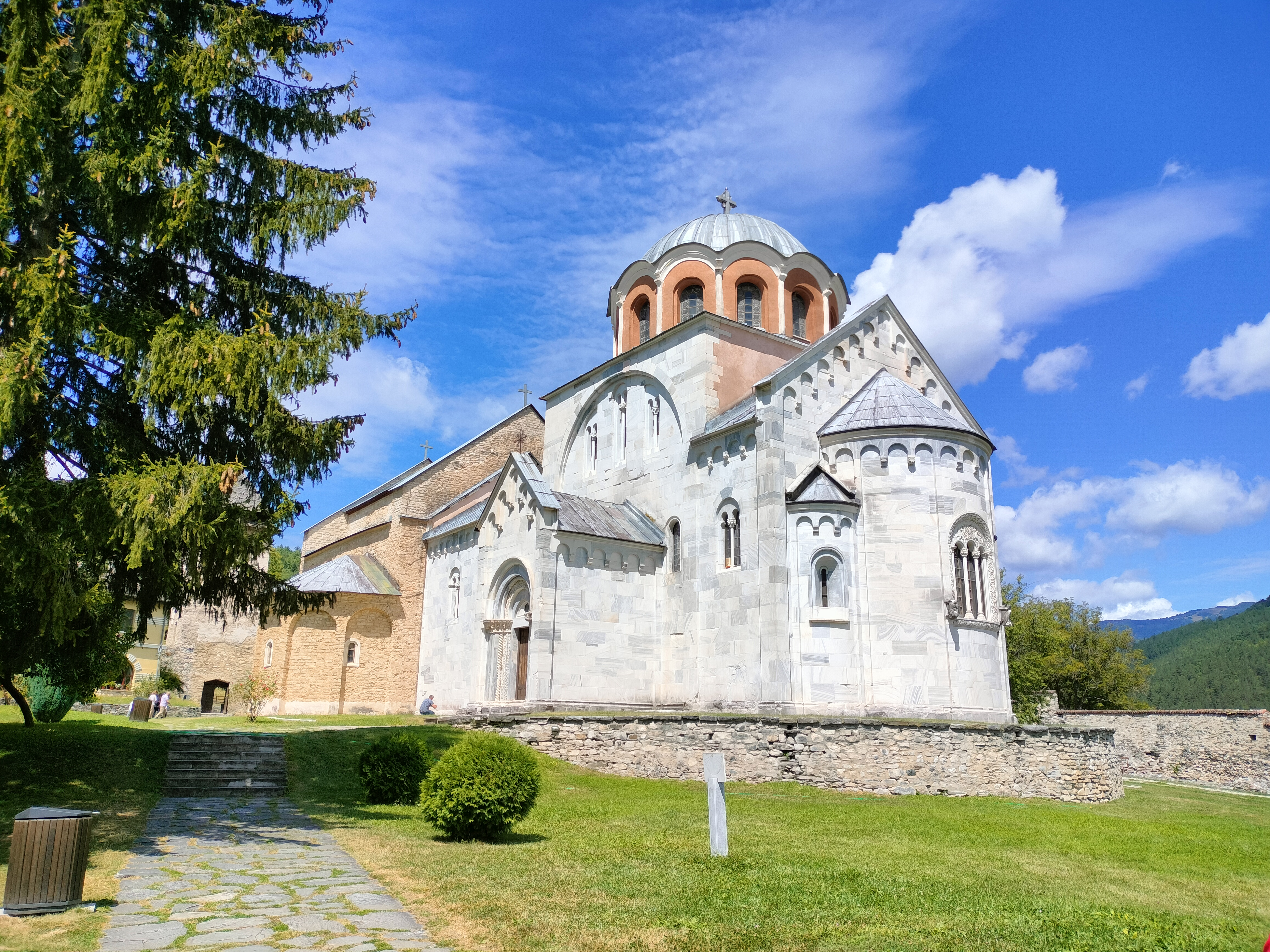
Klášter Studenica

Golubac

Srbsko má pět monumentů zapsaných na seznamu světového kulturního dědictví UNESCO: dřívější středověké hlavní město Stari Ras a klášter ze 13. století Sopoćani; klášter Studenica z 12. století; římský komplex Gamzigrad–Felix Romuliana; středověké náhrobky Stećci; a nakonec ohrožené středověké památky v Kosovu (klášter Visoki Dečani, Chrám Bohorodičky Ljevišské, monastýr Gračanica a klášter Peć). Starověké kořeny má Bělehradská pevnost. Perlou středověké architektury je například pevnost Golubac nebo Smederevská pevnost. Památkou na osmanskou éru je například Mešita Bajrakli nebo Ćele kula v Niši. Historismus 19. století zanechal stopy především v podobě budov Srbského národního muzea, Národního divadla v Bělehradě, Katedrály svatého Michaela archanděla, Chrámu svatého Marka nebo Chrámu svatého Sávy v Bělehradě, který je budovaný od roku 1935, a měl by být po dokončení největším pravoslavným chrámem na světě. Secesní památkou je Synagoga v Subotici. Příkladem uznávaného jugoslávského brutalismu je například Avalská televizní věž nebo mrakodrap Genex Tower.

### Literatura

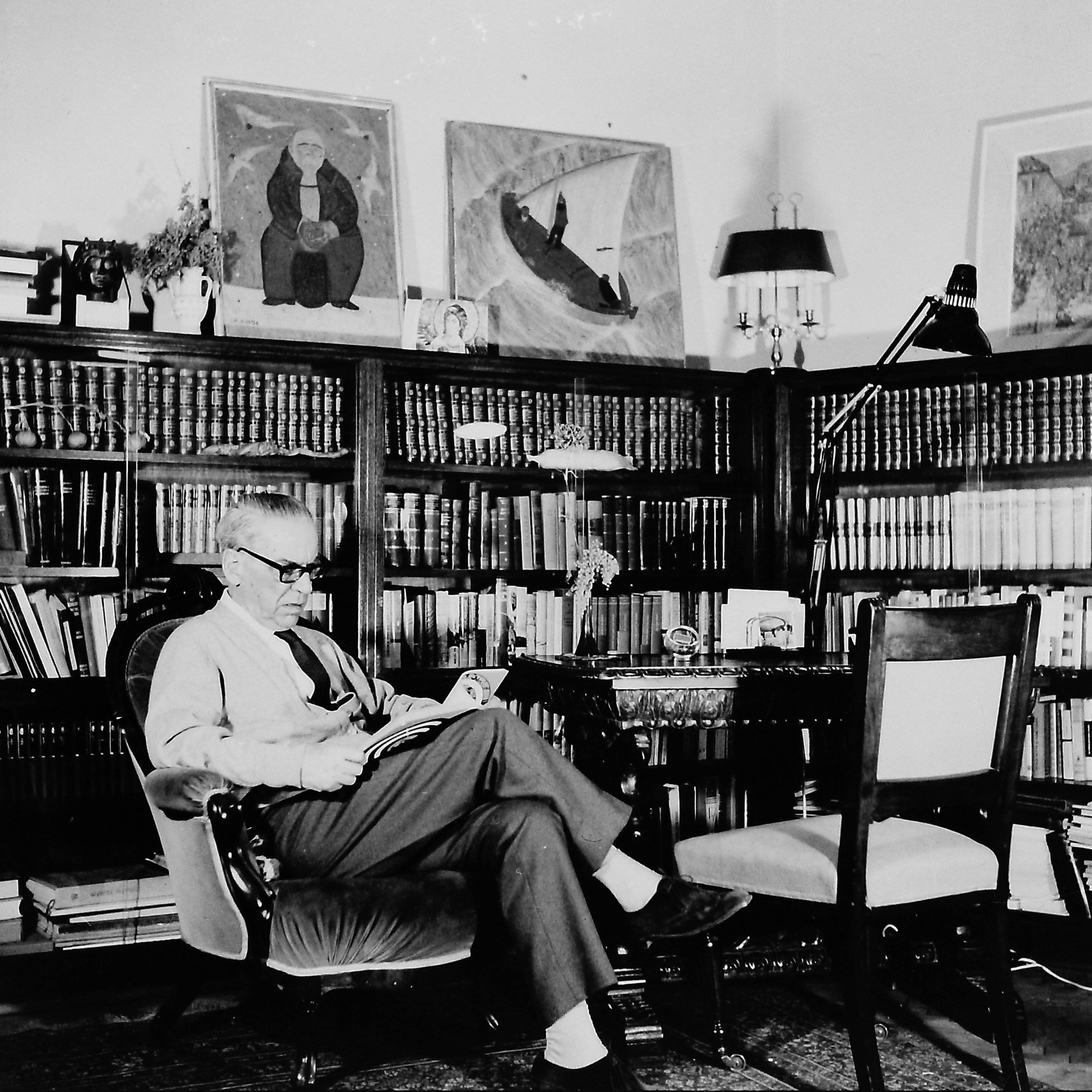
Ivo Andrić

Branislav Nušić

### Vizuální umění

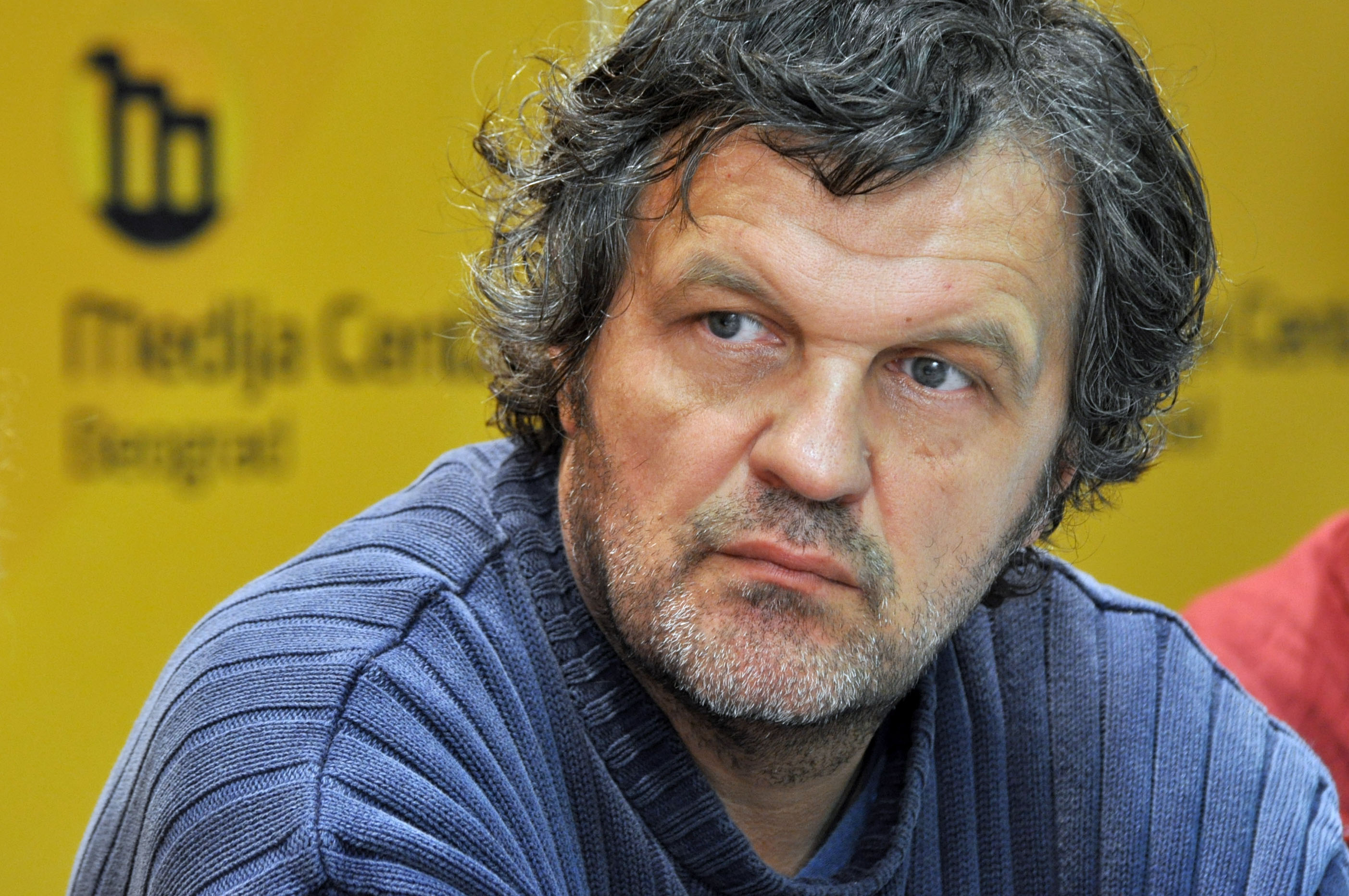
Režisér Emir Kusturica

V oblasti výtvarného umění získala světový věhlas Marina Abramovićová, představitelka performančního umění a body artu, mezi modernisty pak Milena Pavlović-Barili a Nadežda Petrovićová. Pop-artem byla ovlivněna malířka Olja Ivanjicki. Z jugoslávské filmové školy nakonec nejvíce vynikl režisér Emir Kusturica. K úspěšným režisérům patří i Dušan Makavejev nebo Goran Paskaljević. Želimir Žilnik získal v roce 1969 Zlatého medvěda na Berlínském filmové festivalu. Herečka Milena Dravićová byla v roce 1980 za roli ve filmu Zvláštní léčba vyhlášena nejlepší herečkou na filmovém festivalu v Cannes. Pro film ji objevil český režisér František Čáp, když ji v roce 1959 obsadil do filmu Dveře zůstanou otevřené. Mirjana Karanovićová získala Evropskou filmovou cenu za roli ve snímku Grbavica. Hvězdami jugoslávské kinematografie byli též například Bata Živojinović, Dragan Nikolić nebo Ljubiša Samardžić, známý dobře i v Československu díky komediálnímu seriálu Horký vítr. Východoněmeckými snímky s indiánskou tematikou se proslavil Gojko Mitić. Významnou herečkou a především zpěvačkou, která se proslavila i za hranicemi Srbska, je umělkyně Emina Jahović.

### Hudba
V oblasti vážné hudby vynikl Stevan Mokranjac, v dechové pochodové hudbě Ion Ivanovici, autor valčíku Dunajské vlny. V populární hudbě za hranice země pronikli Željko Joksimović, Đorđe Balašević, Ceca, Jelena Karleuša či Lepa Brena. Marija Šerifovićová vyhrála Eurovision Song Contest 2007. Mezi klasiky srbského rocku patří skupina Riblja Čorba. Největším hudebním festivalem v Srbsku je Exit, který se od roku 2000 koná každé léto v Petrovaradínské pevnosti v Novém Sadu. 

### Kuchyně

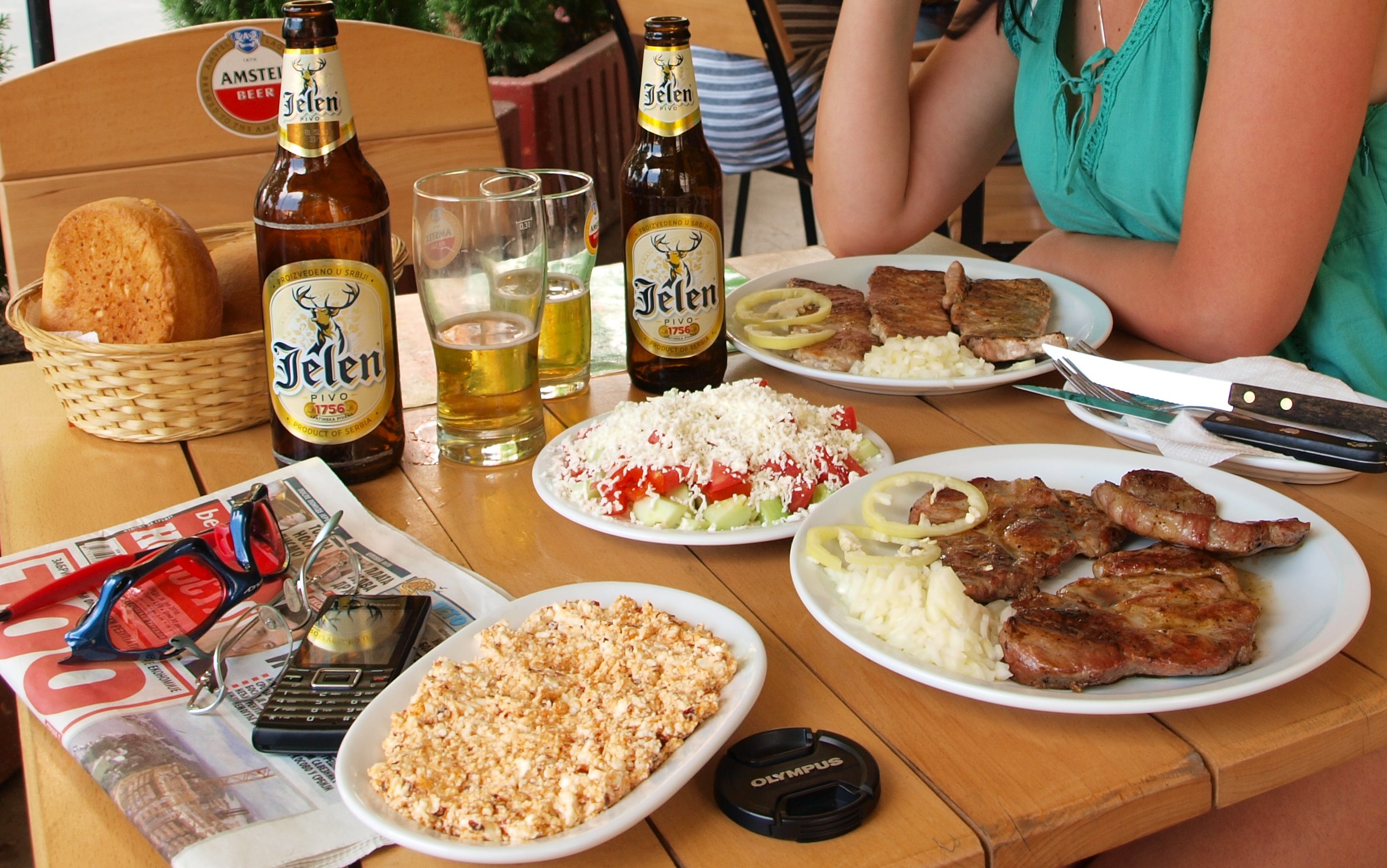
Srbská kuchyně

Srbská kuchyně  patří mezi balkánskou kuchyni. Její kořeny spočívají v srbských dějinách, včetně staletí kulturních kontaktů a vlivu s Byzancí, Osmany, zaniklou Jugoslávií a balkánskými sousedy. Historicky se srbské jídlo vyznačovalo silným vlivem byzantské (řecké) a středomořské kuchyně, ale také osmanské (turecké) kuchyně a v menší míře středoevropské kuchyně. V restauracích se podávají také jídla italská, čínská, indická nebo japonská. Přesto má Srbsko své národní delikatesy a často je má společné se zeměmi bývalé Jugoslávie. Hojně je rozšířeno mleté maso, sýry, pečivo i zákusky. Mezi typická jídla patří pljeskavica, čevabčiči nebo džuveč. Z nápojů je oblíbená rakije.

### Věda

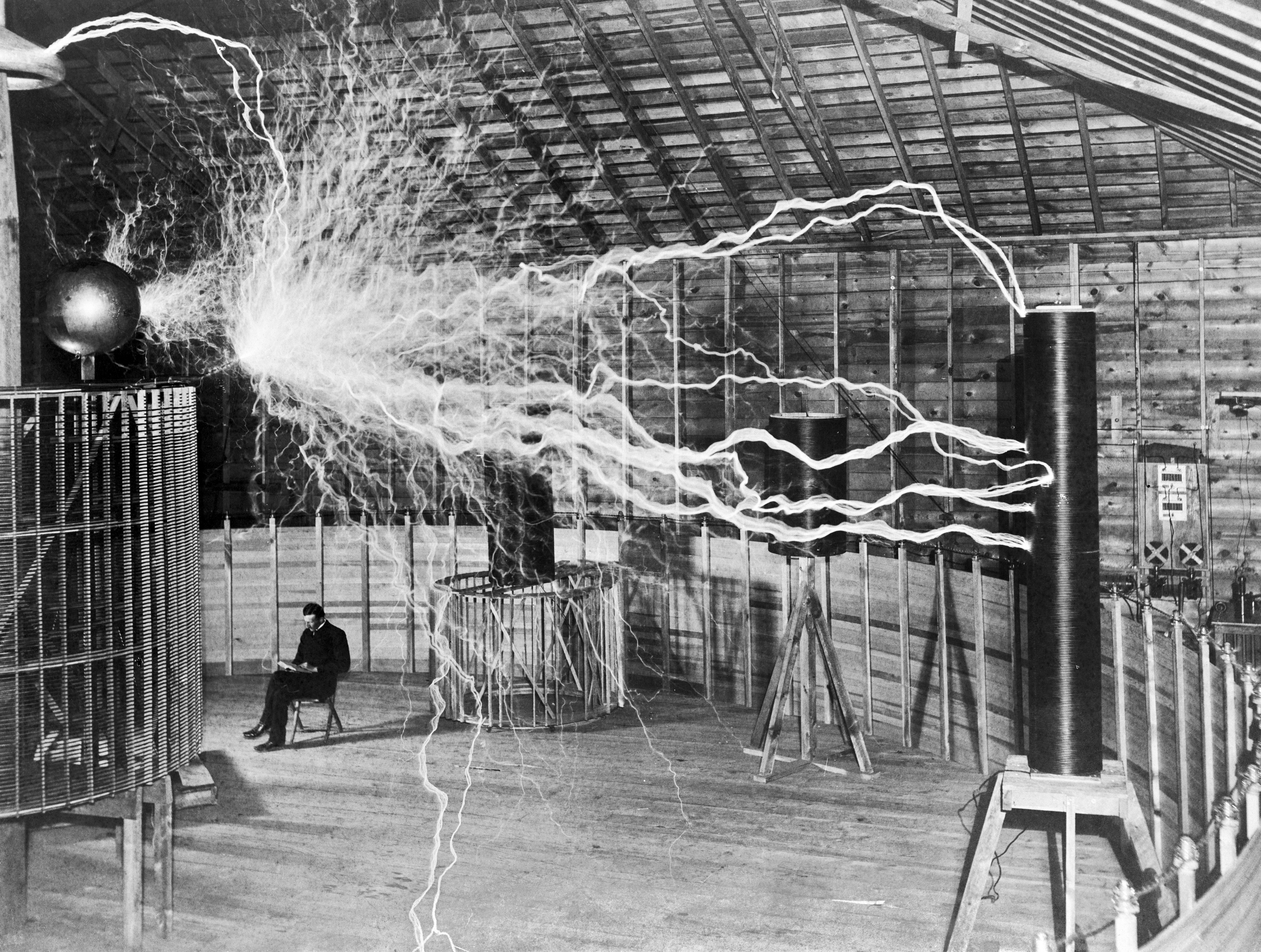
Nikola Tesla v laboratoři

Nejslavnějším srbským vědcem a Srbem vůbec je fyzik Nikola Tesla. Matematička a fyzička Mileva Marićová výrazně přispěla k objevům Alberta Einsteina, jako jeho první žena. Geofyzik Milutin Milanković zaujal teorií o vlivu astronomických faktorů na zemské klima. Fyzik a vynálezce Mihajlo Pupin výrazně zkvalitnil telefonní komunikaci. Josif Pančić je otcem srbské botaniky, významným matematikem pak Đuro Kurepa.
Osvícencem a otcem moderní srbské vzdělanosti byl Dositej Obradović. Reformátorem srbského jazyka a národním buditelem byl Vuk Karadžić. Historik Georgij Aleksandrovič Ostrogorskij zasvětil své oceňované dílo tématu Byzantské říše. Významným etnologem a sociologem byl Jovan Cvijić.
V Srbsku je devatenáct univerzit, z toho devět veřejných. Nejstarší, založenou roku 1808, je Bělehradská univerzita. Je také největší, studuje na ní takřka sto tisíc studentů. Druhou největší je Univerzita v Novém Sadu. Tyto dvě univerzity také zahrnuje Šanghajský žebříček mezi 1000 nejlepších univerzit světa, v roce 2019 bělehradskou na 401.–500. místo a novosadskou na 901.–1000. místo.

### Sport

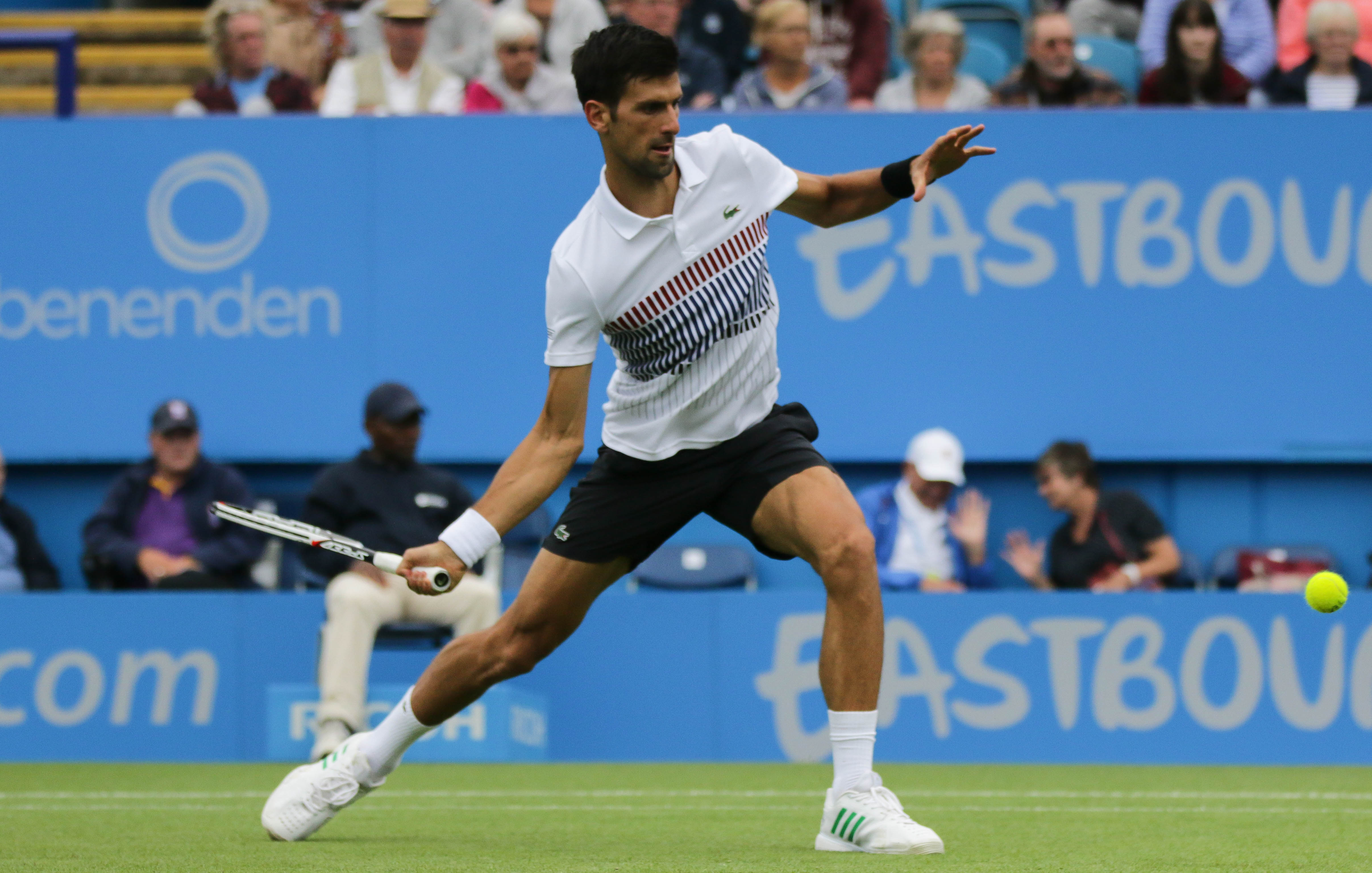
Novak Djoković

Poměrně pozdě se rozvinula srbská tenisová škola, nicméně stala se nesmírně úspěšnou. Fenomenálním tenistou se stal především Novak Djoković, sedminásobný vítěz Wimbledonu a držitel 23 grandslamových titulů, jež z něj činí nejúspěšnějšího tenistu všech dob. Světovou jedničkou byla i Monika Selešová, Ana Ivanovićová a Jelena Jankovićová. Ve čtyřhře Slobodan Živojinović a Nenad Zimonjić.

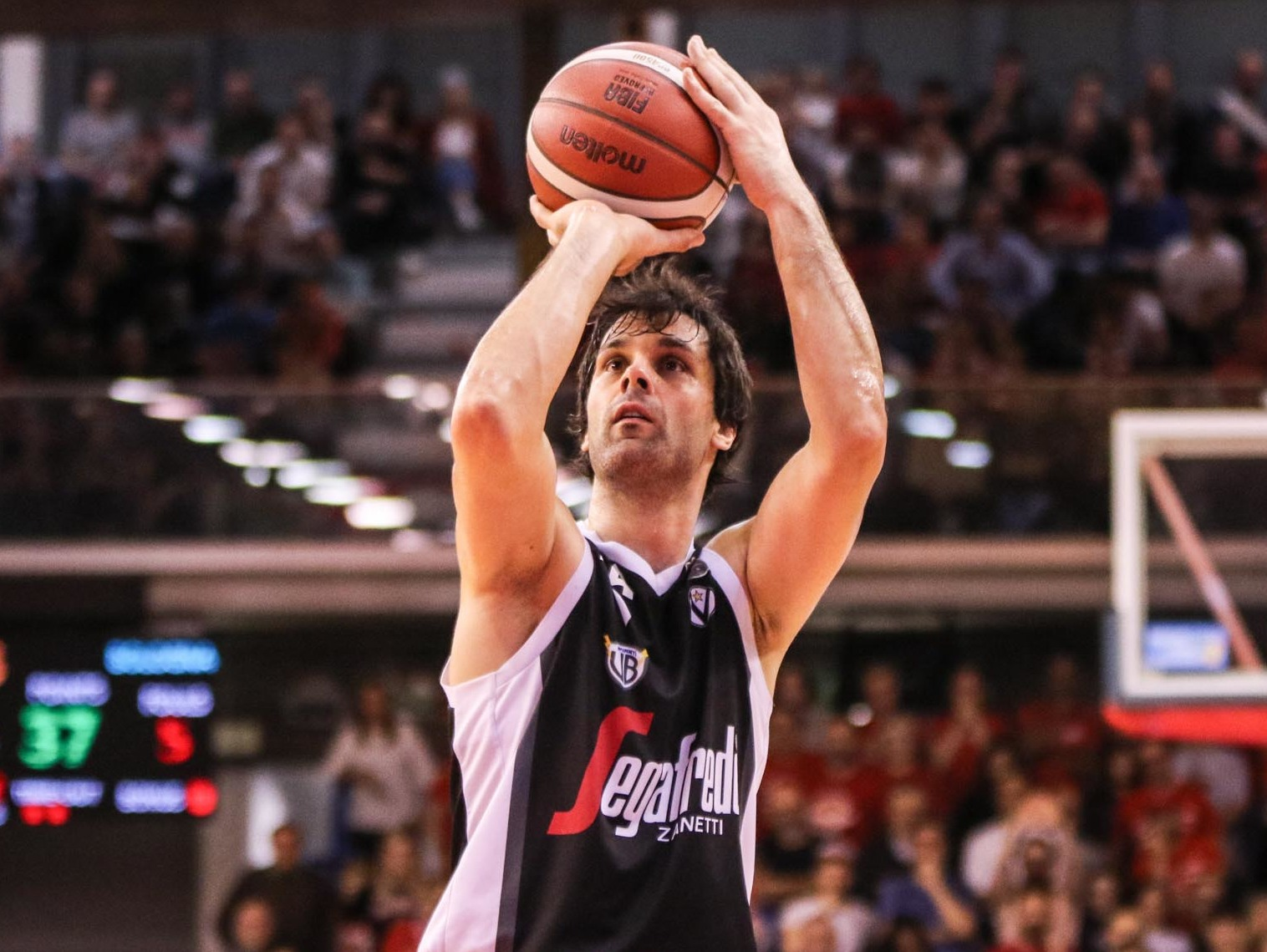
Miloš Teodosić

Mimořádně populární je v Srbsku basketbal. Cenu Euroscar pro nejlepšího basketbalistu Evropy získal Dražen Dalipagić, Dragan Kićanović, Peja Stojaković a Miloš Teodosić, konkurenční cenu Mr. Europa pak dvakrát obdržel Aleksandar Đorđević. V americké NBA se prosadili také Vlade Divac nebo Nikola Jokić. Srbská ženská basketbalová reprezentace vyhrála mistrovství Evropy v roce 2015, muži dosáhli na stříbro jak na evropském (2009, 2017), tak světovém šampionátu (2014), a také na olympijských hrách (2016). Crvena Zvezda vyhrála Euroligu žen (1978/79), Partizan Bělehrad mužů (1992).

V házené získali muži stříbro na mistrovství Evropy (2012), ženy na mistrovství světa (2013). Andrea Lekićová byla vyhlášena nejlepší házenkářkou světa roku 2013. Stejné ocenění mezi muži získal Dragan Škrbić roku 2000. Metaloplastika Šabac dvakrát vyhrála Pohár mistrů evropských zemí v házené (1985, 1986). 

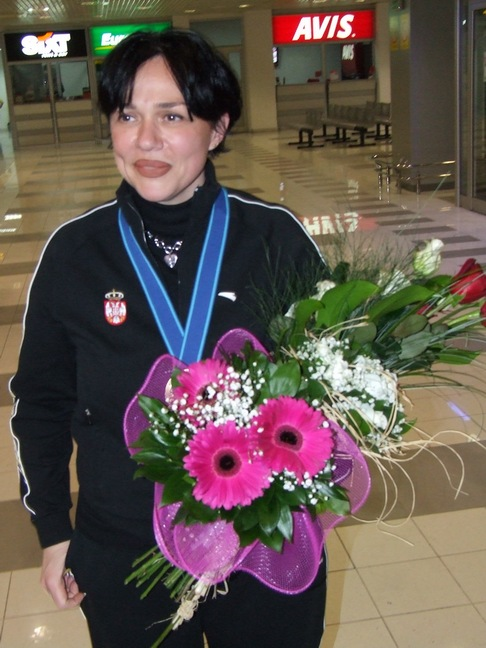
Jasna Šekarićová

K nejúspěšnějším srbským fotbalistům patří Dragan Džajić, vicemistr Evropy z roku 1968 a třetí v anketě Zlatý míč toho roku. Největšího úspěchu v historii se srbský fotbal ovšem dočkal na klubové úrovni, když Crvena Zvezda Bělehrad vyhrála v roce 1991 Pohár mistrů evropských zemí (dnes Liga mistrů). Nemanja Vidić vyhrál Ligu mistrů s Manchesterem United (2007–08), Dejan Stanković s Interem Milán (2009–10), Branislav Ivanović s Chelsea (2011–12). V časech Jugoslávie například Velibor Vasović s Ajaxem (1971). Uznání došli i fotbaloví trenéři Bora Milutinović a Vujadin Boškov.
Samostatné Srbsko startovalo na olympijských hrách prvně v roce 2008. Od té doby získalo čtyři zlaté medaile. První a čtvrtou vybojovala taekwondistka Milica Mandićová, druhou zápasník Davor Štefanek a třetí získal na olympiádě v Riu roku 2016 tým vodních pólistů. Srbští sportovci ovšem získávali olympijské vavříny i v dresu Srbska a Černé Hory, nezávislého olympijského týmu (roku 1992) a zejména Jugoslávie. Zlato získali například zápasníci Branislav Simić (1964) a Momir Petković (1976), boxer Slobodan Kačar (1980) a střelci Goran Maksimović (1988), Aleksandra Ivoševová (1996) a Jasna Šekarićová, která má na kontě celkem pět olympijských medailí, jednu zlatou (1988), tři stříbrné a jednu bronzovou.
K úspěšným šachistům patřil Svetozar Gligorić.